# 20. Juni
Der 20. Juni ist der 171. Tag des gregorianischen Kalenders (der 172. in Schaltjahren), somit verbleiben noch 194 Tage bis zum Jahresende. Am 20. (bzw. 21.) Juni steht die Sonne am nördlichen Wendekreis im Zenit und geht im nördlichen Polarkreis nachts nicht unter. Dieser Tag ist somit in der nördlichen Erdhälfte der längste Tag des Jahres, die Sommersonnenwende.

## Ereignisse

### Politik und Weltgeschehen
- 0451: In der Schlacht auf den Katalaunischen Feldern schlägt der römische Heermeister Aëtius die Hunnen unter Attila zurück.
- 0840: Ludwig der Deutsche wird nach dem Tod seines Vaters Ludwigs des Frommen erster römisch-deutscher Herrscher. Er muss diese Position jedoch erst in innerdynastischen Kämpfen der Karolinger durchsetzen.
- 1236: Im Vertrag von Kremmen erkennt Herzog Wartislaw III. von Pommern gegenüber den Markgrafen Johann I. und Otto III. die brandenburgische Lehnshoheit an und tritt Gebiete an die Mark Brandenburg ab.

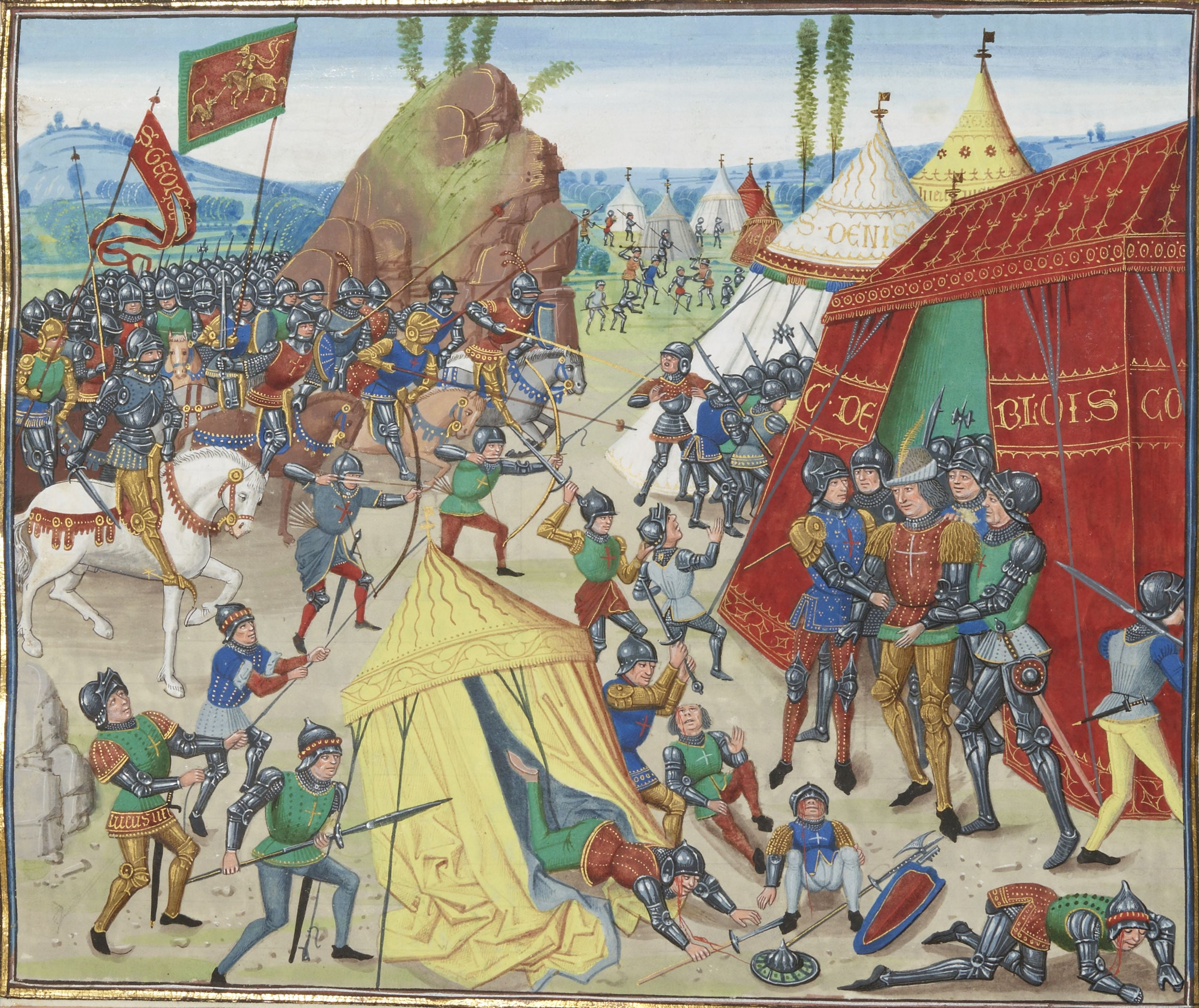
1347: Karl von Blois wird gefangen genommen

- 1347: Nach der verlorenen Schlacht von La Roche-Derrien gerät Herzog Karl von Blois im Bretonischen Erbfolgekrieg in Gefangenschaft englischer Truppen unter Thomas Dagworth.
- 1530: Kaiser Karl V. eröffnet einen Augsburger Reichstag, von dem er sich Hilfe gegen die Türken und eine Lösung für die die Reichspolitik belastenden konfessionellen Probleme verspricht. Theologen sind gebeten, ihre Standpunkte zur Reformation vorzutragen.

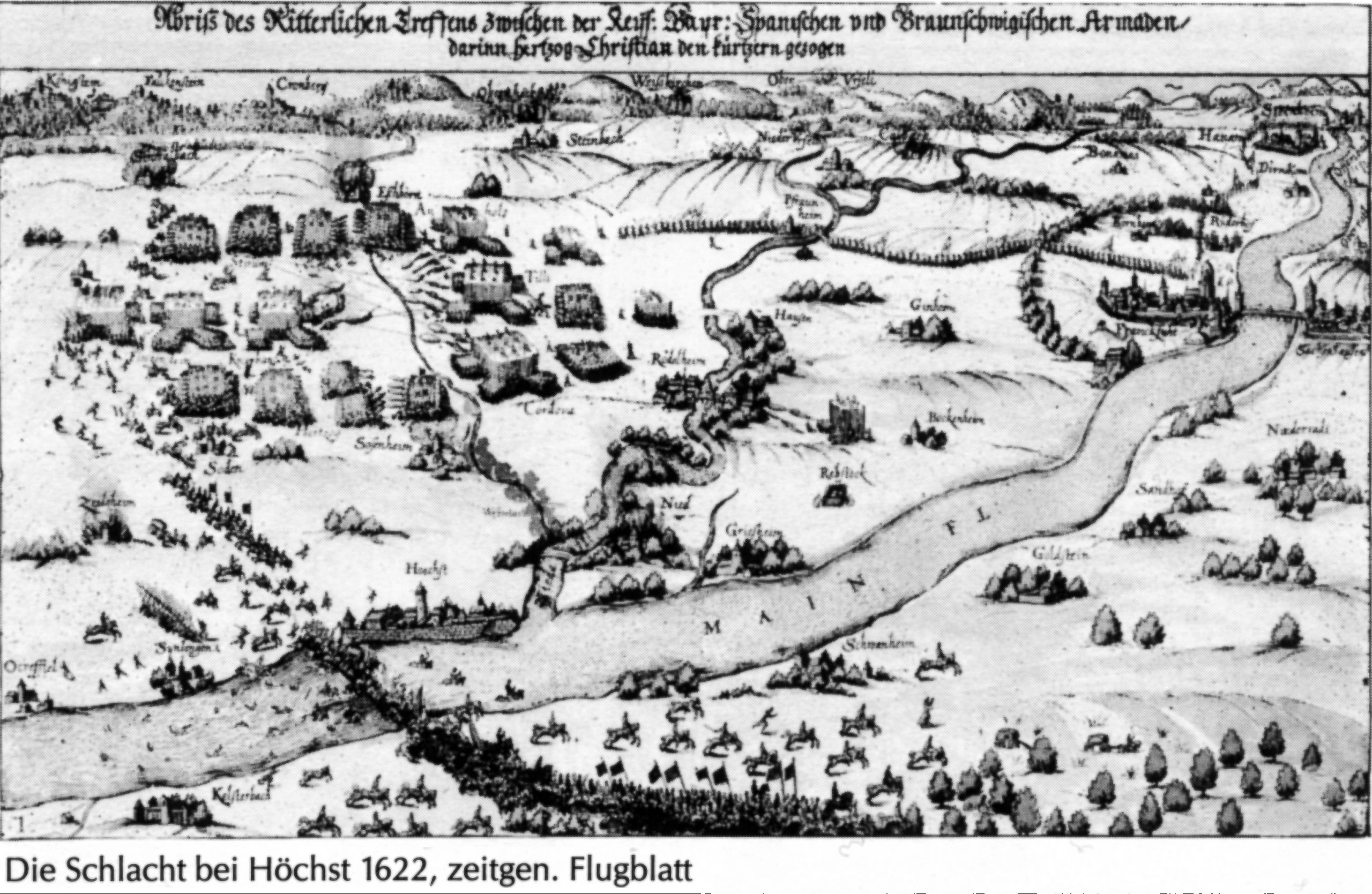
1622: Schlacht bei Höchst

- 1622: In der Schlacht bei Höchst besiegen katholische Truppen unter dem Feldherrn Tilly protestantische Söldner des Herzogs Christian von Braunschweig-Wolfenbüttel. Viele Soldaten des Herzogs ertrinken auf einer panischen Flucht im Main, als sie sich über eine Schiffsbrücke zurückziehen sollen.
- 1631: Barbaresken-Korsaren aus Nordafrika überfallen den südirischen Hafenort Baltimore und verschleppen über 100 Bewohner in die Sklaverei.

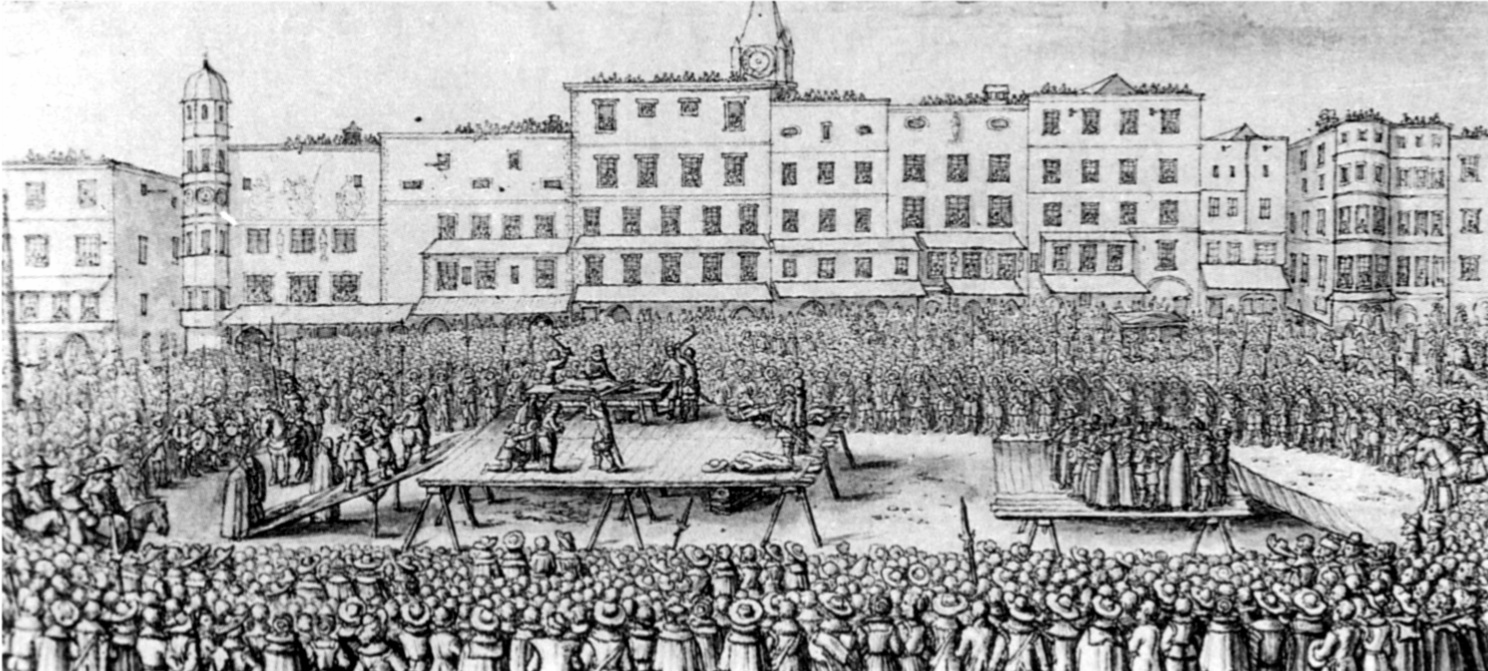
1636: Hinrichtung des Martin Aichinger

- 1636: Martin Aichinger, Führer der Machländischen Bauernbewegung, wird nach seiner Gefangennahme in der Schlacht am Frankenberg mit einigen seiner Getreuen am Linzer Hauptplatz hingerichtet.
- 1685: James Scott, 1. Duke of Monmouth erklärt sich als illegitimer Sohn des verstorbenen Herrschers Karl II. zum König von England, das indessen vom bereits gekrönten Königsbruder Jakob II. regiert wird. Die angestiftete Monmouth Rebellion scheitert in der Schlacht von Sedgemoor am 6. Juli mit königstreuen Truppen. Der gefangene Herzog wird am 15. Juli hingerichtet.
- 1783: Die Seeschlacht von Cuddalore, eine Kampfhandlung zwischen einer britischen Flotte unter Admiral Sir Edward Hughes und einer französischen Flotte unter Admiral Pierre André de Suffren im Golf von Bengalen während der Auseinandersetzungen im Rahmen des Amerikanischen Unabhängigkeitskrieges, endet weitgehend unentschieden. Allerdings kann Frankreich seine verteidigenden Truppen während der britischen Belagerung von Cuddalore verstärken.

1789: Ballhausschwur

- 1789: In der Französischen Revolution kommt es im Versailler Schloss zum Ballhausschwur des Dritten Standes. Die Abgeordneten ignorieren den Auflösungsbefehl des Königs und verpflichten sich, nicht vor der Verabschiedung einer Verfassung auseinanderzugehen.
- 1791: Frankreichs König Ludwig XVI. bricht mit seiner Familie nach Metz auf. Der Fluchtversuch scheitert jedoch bereits einen Tag später.
- 1800: Die napoleonische Armee erobert nach ihrem Sieg in der Schlacht bei Marengo während des Zweiten Koalitionskrieges die Stadt Turin. Nach deren Fall wird das Königreich Sardinien-Piemont ein zweites Mal von den Franzosen aufgelöst und der König für abgesetzt erklärt. Das Land wird nicht wieder als Piemontesische Republik restauriert, sondern als Subalpinische Republik, die unter französischer Militärverwaltung existiert.

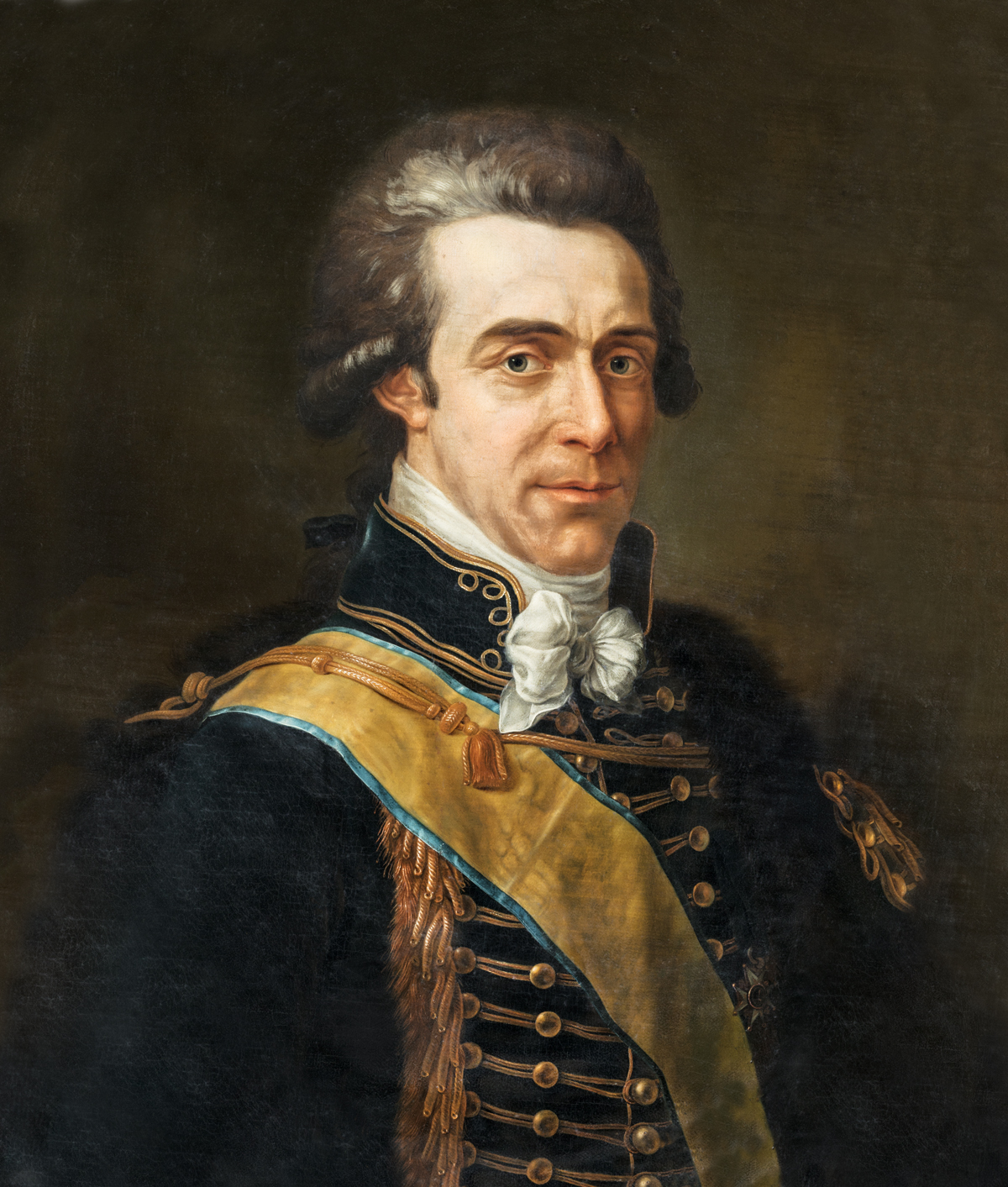
1810: Hans Axel von Fersen

- 1810: Während des Trauermarschs für den Prinzen Christian August wird der schwedische Staatsmann Hans Axel von Fersen in Stockholm von aufgebrachten Einwohnern zu Tode getrampelt. Die Bevölkerung sieht in ihm einen der mutmaßlichen Mörder des beliebten Thronfolgers. Anwesende Soldaten unternehmen nichts zum Schutz ihres Riksmarskalks vor der Volkswut.

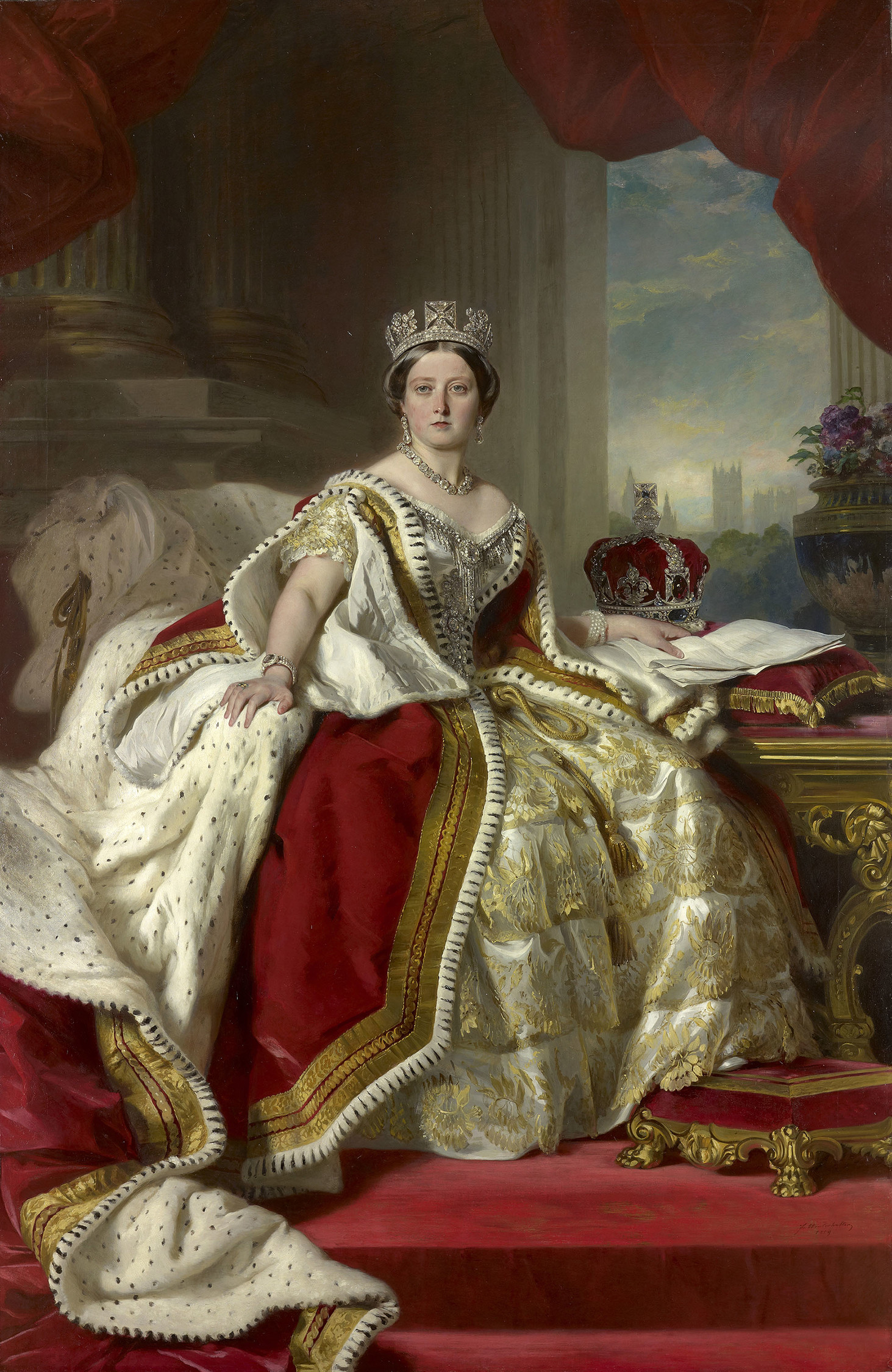
1837: Königin Victoria

- 1837: Durch den Tod des britischen Königs Wilhelm IV. wird dessen Nichte Victoria Königin. Zugleich endet die 123-jährige Personalunion mit dem Königreich Hannover, das künftig Ernst August I. regiert.
- 1862: Der rumänische Ministerpräsident Barbu Catargiu wird rund vier Monate nach seiner Amtsübernahme ermordet.
- 1863: West Virginia wird 35. Bundesstaat der Vereinigten Staaten.
- 1866: Preußen erhält im Deutschen Krieg Unterstützung: Italien erklärt dem Kaisertum Österreich den Krieg.
- 1870: Mit Unterzeichnung eines Friedensvertrags endet der Tripel-Allianz-Krieg, der – insbesondere für Paraguay – blutigste Konflikt in der Geschichte Lateinamerikas.
- 1885: Emil Nagel schließt einen Vertrag mit Herrschern des Pondolandes in Südafrika, um es zur deutschen Kolonie zu machen. Der Kolonisierungsversuch scheitert später.
- 1900: Der deutsche Gesandte in Peking, Clemens von Ketteler, wird im um sich greifenden Boxeraufstand von einem Soldaten auf offener Straße erschossen.

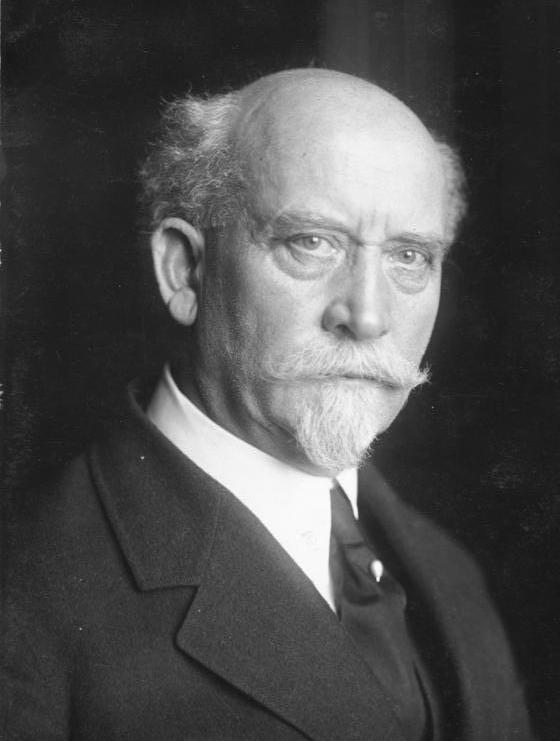
1919: Philipp Scheidemann

- 1919: Da die Regierungsmitglieder keine Einigung über Annahme oder Ablehnung des Friedensvertrags von Versailles erzielen können, tritt Philipp Scheidemann vom Amt des deutschen Reichsministerpräsidenten zurück.
- 1931: US-Präsident Herbert Hoover schlägt in der Weltwirtschaftskrise im Hoover-Moratorium vor, die internationalen Zahlungsverpflichtungen der Staaten ein Jahr lang auszusetzen.
- 1932: Die Benelux-Länder vereinbaren den Abbau der Zollschranken (Benelux-Abkommen).
- 1941: Die Vorgängerorganisation der United States Air Force, die United States Army Air Forces, wird gegründet.
- 1942: Kazimierz Piechowski flieht als einer von vier polnischen Häftlingen als SS-Mann verkleidet aus dem KZ Auschwitz.
- 1960: Mali und Senegal werden von Frankreich unabhängig und gründen die Mali-Föderation.
- 1974: Die Ständigen Vertretungen der Bundesrepublik Deutschland und der Deutschen Demokratischen Republik nehmen ihre Arbeit auf.

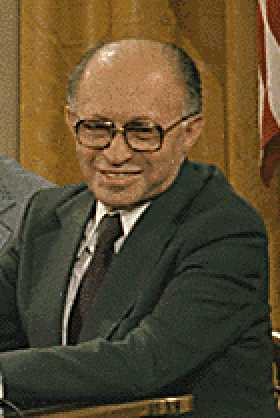
1977: Menachem Begin

- 1977: Menachem Begin wird neuer Ministerpräsident Israels.
- 1982: Die britische Regierung erklärt den Falklandkrieg für beendet, nachdem die argentinischen Streitkräfte auf den Falklandinseln ihre Kämpfe am 14. Juni (Ortszeit) eingestellt und kapituliert haben sowie Südgeorgien und die Südlichen Sandwichinseln wieder in britischer Hand sind.
- 1991: Der Deutsche Bundestag beschließt nach langer kontroverser Debatte die Verlegung des Regierungssitzes von Bonn nach Berlin.
- 1994: Im iranischen Maschhad werden beim Bombenanschlag auf die Moschee mit dem Imam-Reza-Schrein 26 Menschen getötet und etwa 80 verletzt.
- 1995: In Kenia wird die Partei Safina durch Richard Leakey und Regimekritiker gegründet.

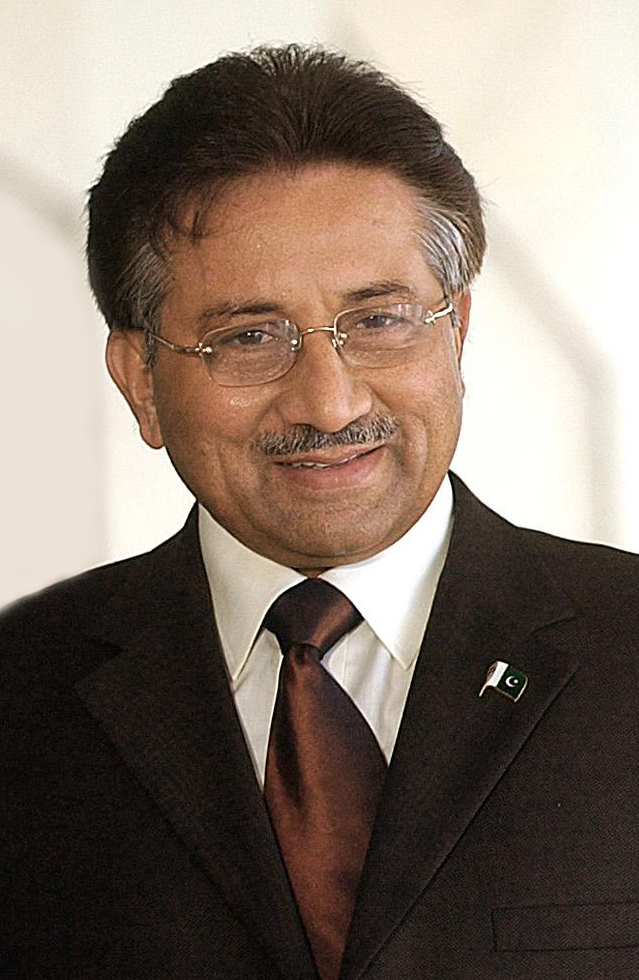
2001: Pervez Musharraf

- 2001: Der bereits seit einem Militärputsch 1999 regierende Pervez Musharraf wird formell Staatsoberhaupt von Pakistan.
- 2012: Nach der Verständigung auf eine Regierungsbildung mit der sozialistischen PASOK und der Demokratischen Linken wird der Vorsitzende der konservativen Nea Dimokratia, Andonis Samaras, als neuer Ministerpräsident Griechenlands vereidigt.

### Wirtschaft
- 1840: Samuel F. B. Morse erhält vom United States Patent Office das Patent für den von ihm erfundenen Schreibtelegrafen.

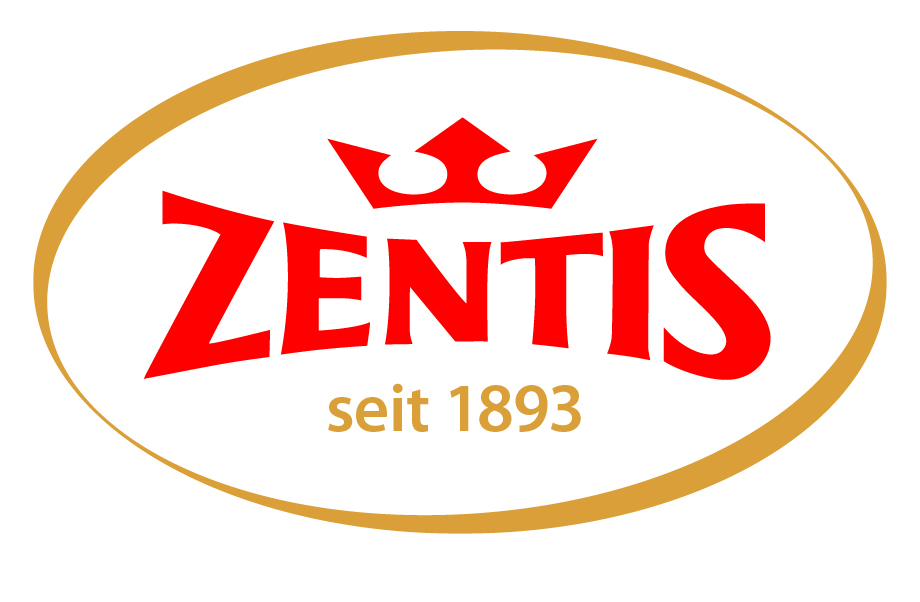
1893: Zentis (Logo)

- 1893: In Aachen gründet Franz Zentis ein Kolonialwarengeschäft, aus dem das Konfitüren, Süßwaren und andere Lebensmittel produzierende Unternehmen Zentis hervorgeht.
- 1908: Das Kaiserliche Patentamt erteilt Melitta Bentz Gebrauchsmusterschutz auf ihre Erfindung eines Kaffeefiltriersystems.
- 1931: Das Schneefernerhaus auf der Zugspitze wird als Bergbahnhof der Bayerischen Zugspitzbahn eröffnet.
- 1948: Die Währungsreform in den Westzonen des besetzten Deutschland vertieft den Kalten Krieg. Ab dem Folgetag löst die Deutsche Mark die Reichsmark ab.

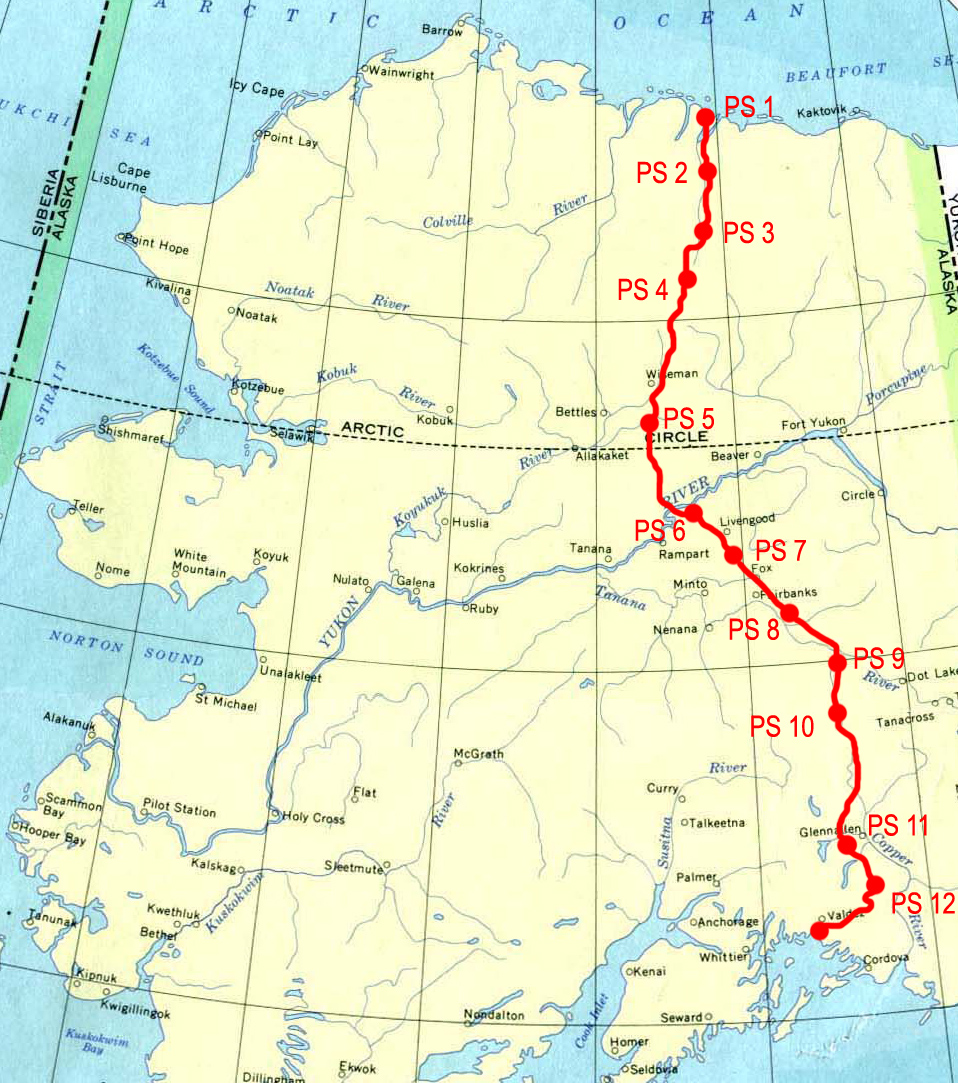
1977: Verlauf der Trans-Alaska-Pipeline

- 1977: In Valdez fließt das erste Öl durch die Trans-Alaska-Pipeline.
- 1990: Die EWG und die EFTA beginnen Verhandlungen über die Schaffung des Europäischen Wirtschaftsraums (EWR).
- 1992: In Estland wird die Landeswährung „Krone“ eingeführt.
- 1995: Der Mineralölkonzern Royal Dutch Shell verzichtet auf die Versenkung des schwimmenden Öltanks Brent Spar in der Nordsee.
- 2003: Die Non-Profit-Organisation Wikimedia Foundation wird in Saint Petersburg in Florida gegründet. Sie erhält alle mit der Wikipedia oder ihren Schwesterprojekten in Zusammenhang stehenden Rechte an Namen und Domains sowie Server übertragen.

### Wissenschaft und Technik

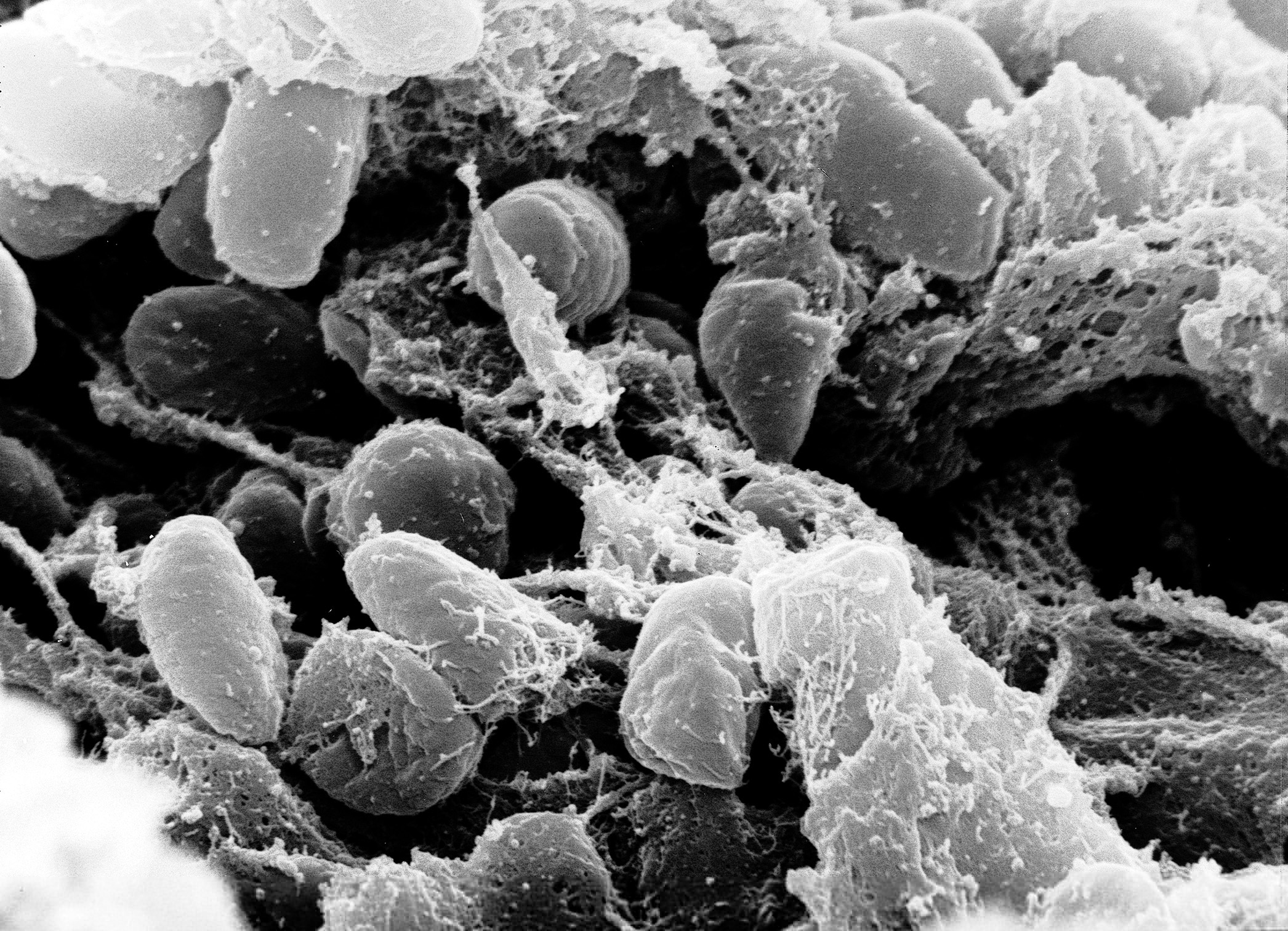
1894: Bakterium Yersinia pestis

- 1894: In Hongkong entdeckt der Arzt und Bakteriologe Alexandre Yersin den Erreger der Pest, ein Bakterium, das später zu Ehren Yersins den Namen Yersinia pestis erhält.
- 1909: In Wien erfolgt durch Kaiser Franz Joseph I. die Grundsteinlegung für das Technische Museum für Industrie und Gewerbe.
- 1912: Das japanische Segelschiff Kainan Maru unter dem Befehl von Shirase Nobu, das am 1. Dezember 1910 in Richtung Antarktis aufgebrochen ist, erreicht den Hafen von Yokohama. Alle Teilnehmer der ersten Japanischen Antarktisexpedition erreichen wohlbehalten ihre Heimat.
- 1939: Die Heinkel He 176 absolviert als erstes funktionsfähiges Raketenflugzeug ihren Jungfernflug.
- 2009: In Athen wird das von Bernard Tschumi entworfene neue Akropolismuseum eröffnet, das Exponate aus der Zeit der Archaik, der klassischen Antike und der Spätantike präsentiert.

### Kultur
- 1729: Die Uraufführung der Oper The Contrivances von Henry Carey findet in London statt.
- 1767: Die Uraufführung der komischen Oper Toinon et Toinette von François-Joseph Gossec erfolgt an der Comédie Italienne in Paris.

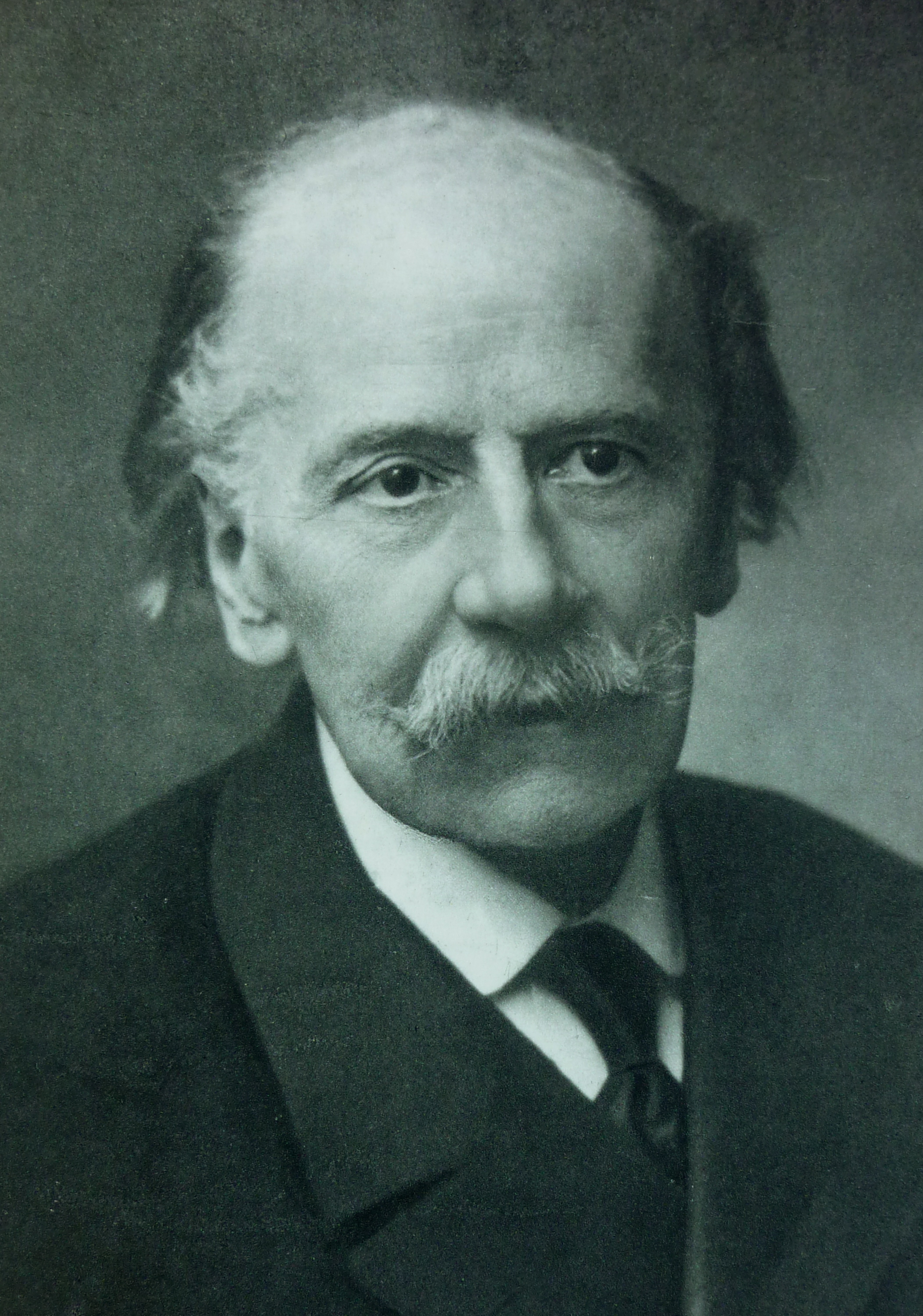
1894: Jules Massanet

- 1864: Die zweiaktige Operette Pique Dame von Franz von Suppè hat ihre Uraufführung am Thalia-Theater in Graz. Sie basiert auf Suppés einaktiger Operette Die Kartenschlägerin, die erst zwei Jahre zuvor, am 26. April 1862, im Theater am Franz-Josefs-Kai uraufgeführt worden ist. Keiner der beiden Versionen ist ein Erfolg beschieden.
- 1894: Die Uraufführung der Oper La Navarraise von Jules Massenet erfolgt am Royal Opera House Covent Garden in London.
- 1947: Die Uraufführung der Oper Albert Herring von Benjamin Britten erfolgt an der Glyndebourne Festival Opera.
- 1952: Die Neufassung der Oper Cardillac von Paul Hindemith – von drei auf vier Akte erweitert und textlich vom Komponisten neu gestaltet – wird am Stadttheater in Zürich uraufgeführt.
- 1969: Die Oper Die Teufel von Loudun von Krzysztof Penderecki wird an der Hamburgischen Staatsoper uraufgeführt.
- 1975: Der US-amerikanische Horrorfilm Der weiße Hai startet in den amerikanischen Kinos. Er gilt als der erste Blockbuster der Filmgeschichte und aufgrund seines weltweiten Einspielergebnisses als einer der kommerziell erfolgreichsten Filme aller Zeiten.
- 1977: Zwei Monate nach Stellen eines Ausreiseantrages verlässt der Schauspieler und Sänger Manfred Krug die Deutsche Demokratische Republik.

### Gesellschaft
- 1913: Beim Amoklauf in Bremen, durch einen anscheinend geistig verwirrten 30-jährigen Lehrer ohne Anstellung, wurden an der Sankt-Marien-Schule in Bremen-Walle fünf Mädchen im Alter von fünf bis acht Jahren getötet sowie 18 weitere Kinder und fünf Erwachsene teilweise lebensgefährlich verletzt.

### Religion

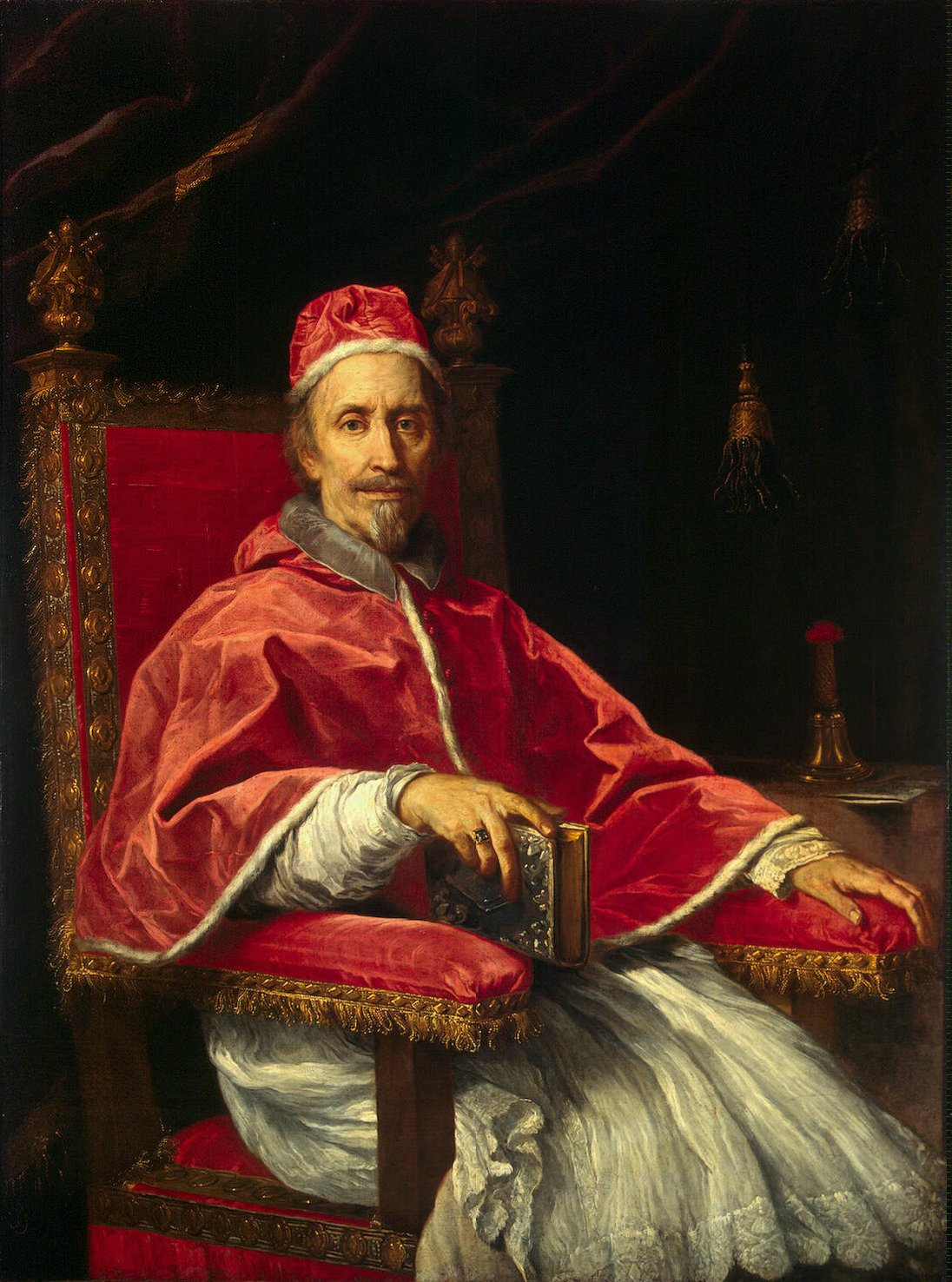
1667: Papst Clemens IX.

- 1667: Nach 18-tägigem Konklave wird Kardinal Giuglio Rospigliosi als Clemens IX. zum Nachfolger von Papst Alexander VII. gewählt.
- 1888: Als Ergänzung zu der am 1. November 1885 veröffentlichten Enzyklika Immortale Dei veröffentlicht Papst Leo XIII. die Enzyklika Libertas praestantissimum donum. Darin verwirft er die Menschen- und Bürgerrechte, erkennt in Abkehr von der bisherigen katholischen Lehre jedoch die Gewissensfreiheit als berechtigt an.

### Katastrophen
Kleinere Unglücksfälle sind in den Unterartikeln von Katastrophe und in der Liste von Katastrophen aufgeführt.

### Sport

1928: Real Valladolid (Logo)

- 1928: Der spanische Fußballverein Real Valladolid entsteht aus der Fusion zweier örtlicher Clubs.
- 1968: In den beiden Halbfinals der US-Leichtathletik-Meisterschaften in Sacramento laufen die Sportler Jim Hines, Charles Green und Ronnie Ray Smith erstmals weniger als 10 Sekunden auf der 100-Meter-Strecke. Ihre Zeiten werden jeweils mit 9,9 Sekunden handgestoppt.
- 1976: Bei der Fußball-Europameisterschaft in Jugoslawien verliert die deutsche Nationalmannschaft in der Nacht von Belgrad das Finale im Elfmeterschießen gegen die tschechoslowakische Nationalmannschaft.
- 1982: Der Belgier Jacky Ickx gewinnt zum sechsten Mal das 24-Stunden-Rennen von Le Mans.
- 1987: Neuseeland gewinnt das Finale der Rugby-Union-Weltmeisterschaft in Auckland 29:9 gegen Frankreich.
- 1999: Australien gewinnt den siebenten Cricket World Cup in England, Irland, den Niederlanden, Schottland und Wales, indem sie im Finale Pakistan mit 8 Wickets besiegt.
- 2007: Sammy Sosa schlägt gegen die Chicago Cubs seinen 600. Homerun. Nach Babe Ruth, Willie Mays, Hank Aaron und Barry Bonds ist er der fünfte MLB-Spieler, der diese Marke erzielt.

Einträge von Leichtathletik-Weltrekorden befinden sich unter der jeweiligen Disziplin unter Leichtathletik.
Einträge zu Fußballweltmeisterschaftsspielen finden sich in den Unterseiten von Fußball-Weltmeisterschaft. Das Gleiche gilt für Fußball-Europameisterschaften.

## Geboren

### Vor dem 18. Jahrhundert
- 1005: Az-Zāhir li-iʿzāz dīn Allāh, Kalif der Fatimiden
- 1271: John de Ferrers, 1. Baron Ferrers of Chartley, englischer Adeliger
- 1389: John of Lancaster, 1. Duke of Bedford, Bruder Königs Heinrich IV., Regent von Frankreich
- 1469: Gian Galeazzo Sforza, Herzog von Mailand
- 1558: Markus Welser, deutscher Humanist, Historiker, Verleger und Bürgermeister

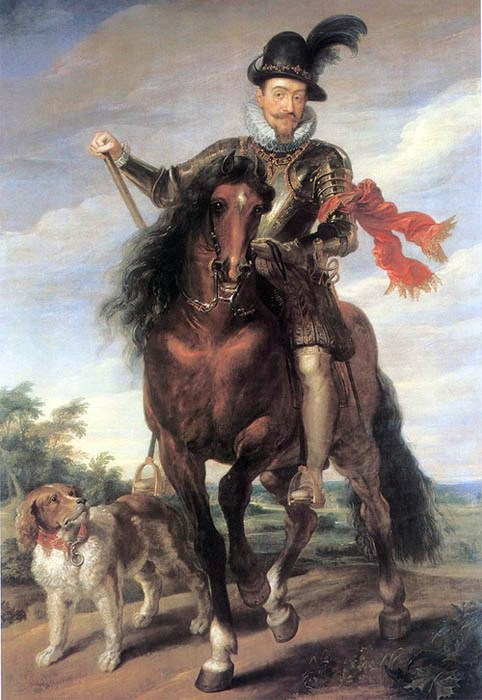
Sigismund III. Wasa (* 1566)

- 1566: Sigismund III. Wasa, König von Schweden und Polen
- 1583: Jakob De la Gardie, schwedischer Heerführer
- 1603: Margareta Brahe, schwedische Gräfin und Prinzessin von Hessen-Homburg
- 1620: Sibylle Margarethe von Brieg, Prinzessin von Brieg
- 1634: Karl Emanuel II., Herzog von Savoyen
- 1682: Eleonore Amalia von Lobkowitz, Fürstin zu Schwarzenberg
- 1687: Giovanni Battista Pittoni, venezianischer Maler und Zeichner
- 1699: Wilhelm Gustav von Anhalt-Dessau, preußischer Generalleutnant
- 1700: Peter Faneuil, amerikanischer Kolonial-Kaufmann

### 18. Jahrhundert
- 1714: Franco Pauw, Bürgermeister von Delft und Leiter der Niederländischen Ostindien-Kompagnie
- 1715: Frederik Bernard Albinus, niederländischer Mediziner
- 1717: Jacques Saly, französischer Bildhauer
- 1723: Adam Ferguson, britischer Historiker und Sozialethiker der Aufklärung aus Schottland
- 1726: Louise Henriette de Bourbon-Conti, Herzogin von Chartres und Herzogin von Orléans
- 1730: Theodor de Croix, Ritter des Deutschen Ordens, Oberbefehlshaber in Kalifornien und Texas und spanischer Vizekönig von Peru
- 1733: Betty Washington, britisch-amerikanische Kolonistin, Schwester George Washingtons
- 1737: Tokugawa Ieharu, japanischer Shogun
- 1743: Anna Laetitia Barbauld, englische Dichterin
- 1754: Julius Georg Paul du Roi, deutscher Jurist und Direktor der braunschweigischen Armenanstalt
- 1754: Amalie von Hessen-Darmstadt, Tochter von Ludwig IX. von Hessen-Darmstadt
- 1756: William Richardson Davie, US-amerikanischer Politiker

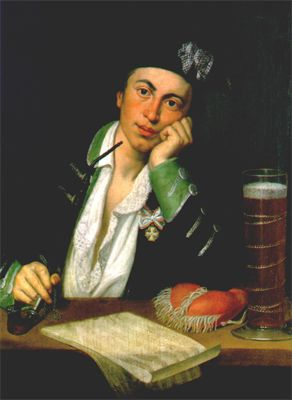
Joseph Martin Kraus (* 1756)

- 1756: Joseph Martin Kraus, deutscher Komponist am schwedischen Hof
- 1760: Richard Wellesley, 1. Marquess Wellesley, britischer Staatsmann
- 1761: Jacob Hübner, deutscher Entomologe
- 1762: Anton Aloys, Fürst von Hohenzollern-Sigmaringen
- 1763: Gabriel Lory der Ältere, Schweizer Landschaftsmaler, Radierer und Aquarellist
- 1763: Theobald Wolfe Tone, irischer Rechtsanwalt, Anführer der irischen Unabhängigkeitsbewegung
- 1768: William Findlay, US-amerikanischer Politiker
- 1771: Heinrich Friedrich Isenflamm, deutscher Mediziner
- 1773: Peter Early, US-amerikanischer Politiker
- 1778: Jean-Baptiste Gay, vicomte de Martignac, französischer Politiker
- 1786: Marceline Desbordes-Valmore, französische Lyrikerin
- 1786: Antonia Laucher, deutsche Sopranistin
- 1793: Aleksander Fredro, polnischer Dramatiker
- 1796: Luigi Amat di San Filippo e Sorso, Kardinal der römisch-katholischen Kirche
- 1797: Karolina Gerhardinger, deutsche Ordensgründerin
- 1799: Georg Friedrich Brackebusch, deutscher Freimaurer, Unternehmer und Politiker

### 19. Jahrhundert

#### 1801–1850
- 1808: Samson Raphael Hirsch, deutscher Rabbiner und Schriftsteller
- 1812: Bernhard Heinrich Michelson, russischer Agronom und Hochschullehrer
- 1813: Joseph Autran, französischer Lyriker

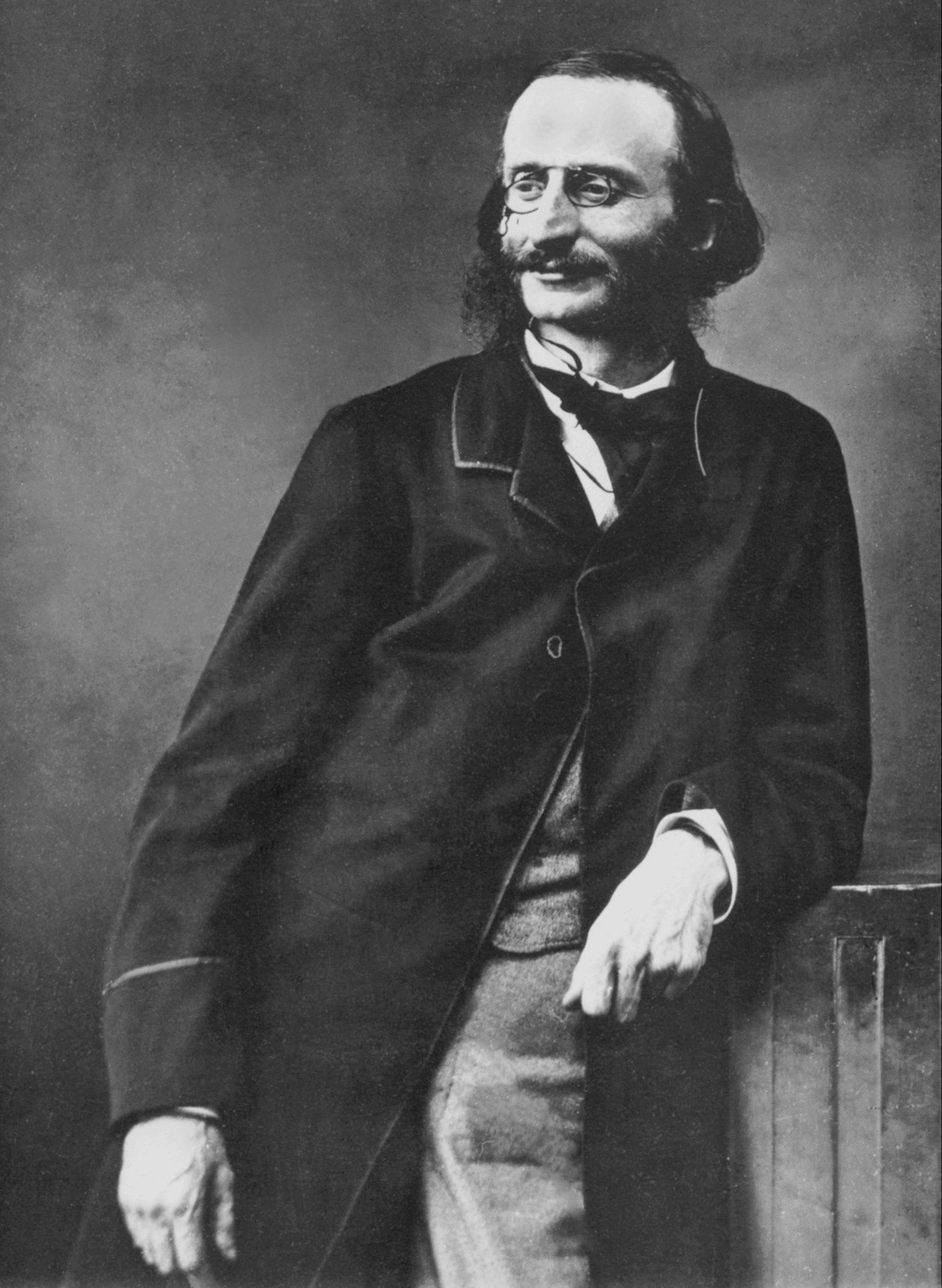
Jacques Offenbach (* 1819)

- 1819: Jacques Offenbach, deutsch-französischer Komponist
- 1826: Stefano Jacini, italienischer Politiker und Ökonom
- 1830: Friedrich Nobbe, deutscher Agrikulturchemiker, Botaniker und Saatgutforscher
- 1832: Benjamin Bristow, US-amerikanischer Politiker
- 1833: Léon Bonnat, französischer Maler
- 1839: Traugott Hermann von Arnim-Muskau, deutscher Diplomat und Abgeordneter
- 1839ː Amélie Moser, Schweizer Sozialpolitikerin sowie Vorkämpferin für Volksgesundheit und Volksbildung
- 1844: Martha Asmus, deutsche Schriftstellerin
- 1847: Adolf Endl, österreichischer Architekt des Historismus
- 1847: Gina Krog, norwegische Frauenrechtlerin

#### 1851–1900

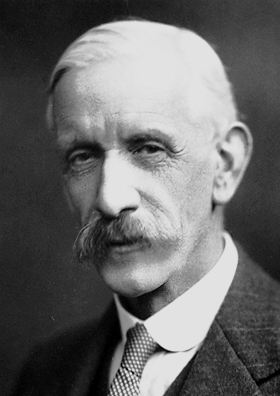
Frederick Gowland Hopkins (* 1861)
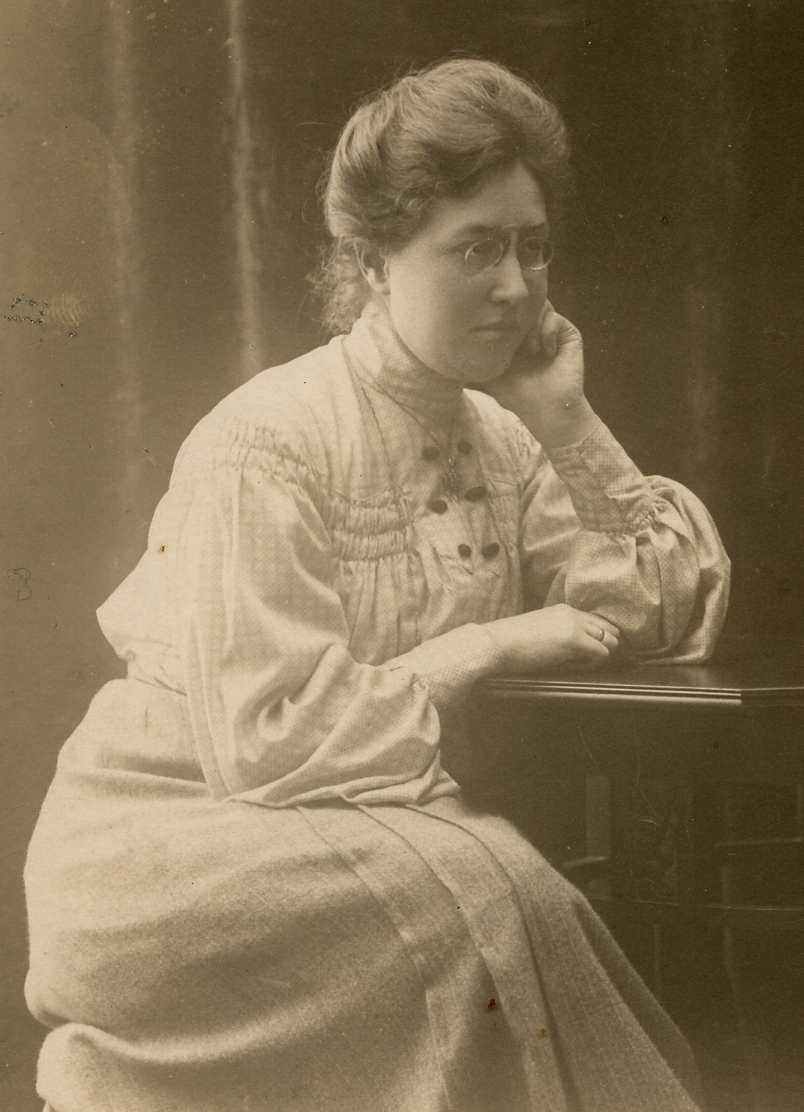
Margarete Hilferding (* 1871)
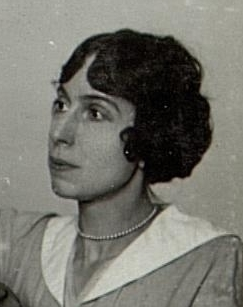
Lona von Zamboni (* 1876)
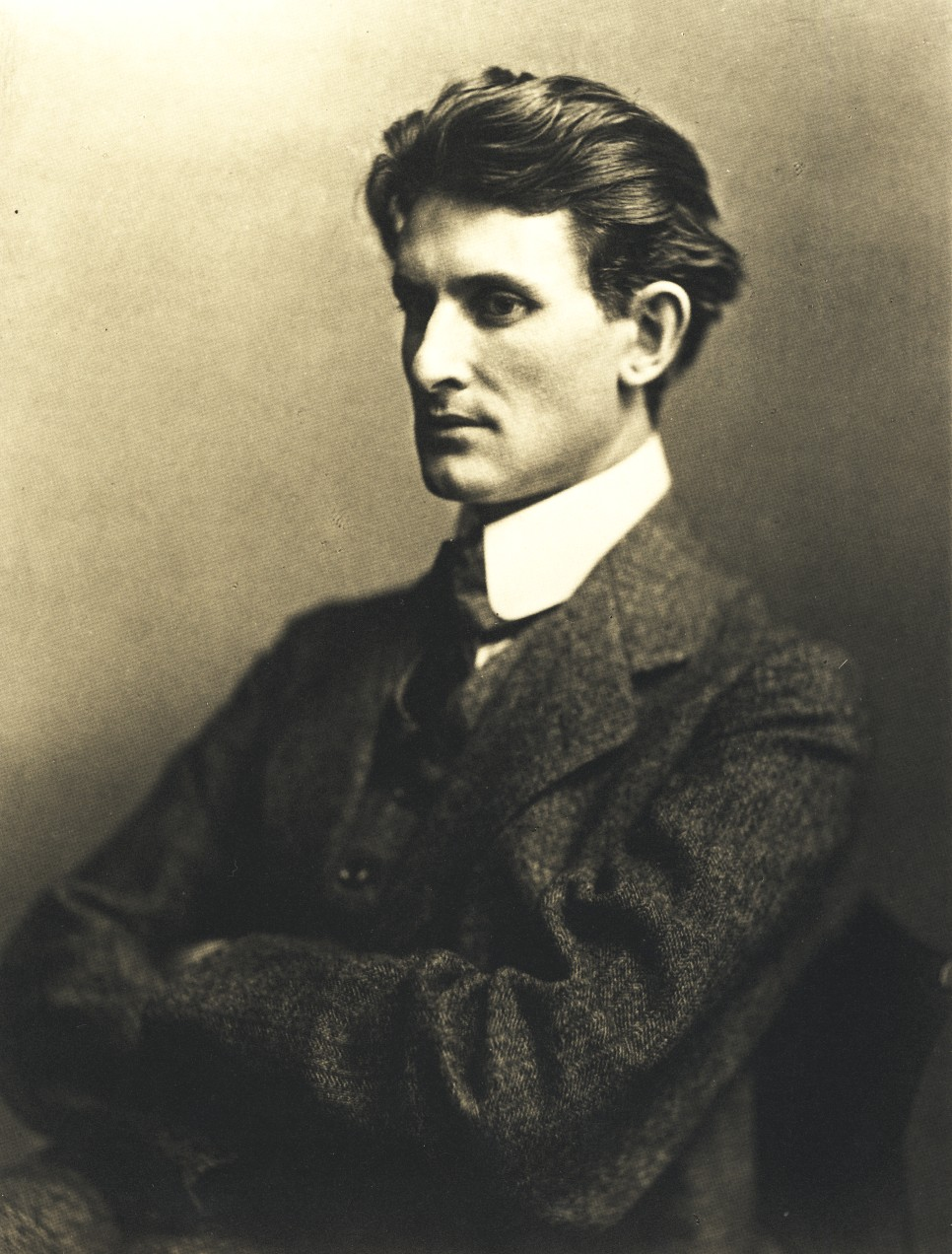
Friedrich Gundolf (* 1880)
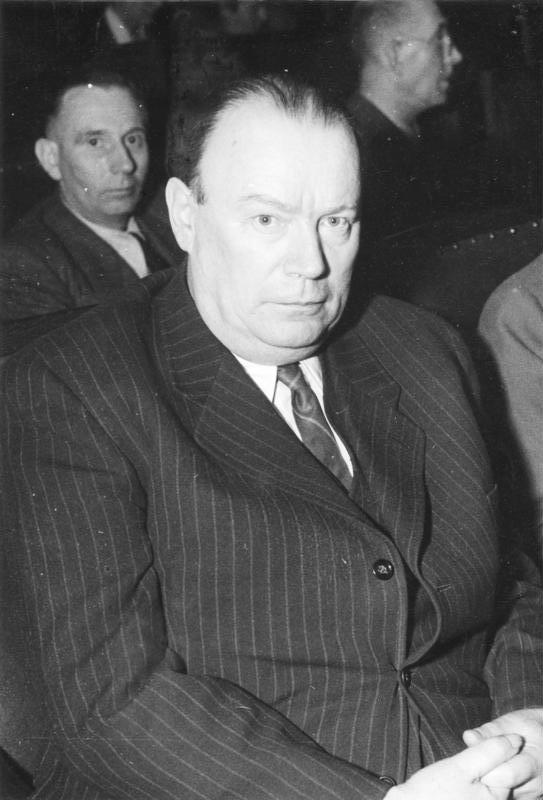
Wilhelm Zaisser (* 1893)

- 1852: Georg Abel, deutsch-guatemaltekischer Diplomat
- 1853: Erich Schmidt, deutscher Literaturhistoriker
- 1854: Werner von Freier, deutscher Forstbeamter
- 1859: Christian von Ehrenfels, österreichischer Philosoph
- 1859ː Therese Keiter, deutsche Schriftstellerin und Dichterin
- 1861: Frederick Gowland Hopkins, britischer Biochemiker und Physiologe, Nobelpreisträger
- 1861: Arthur Whiting, US-amerikanischer Komponist, Organist und Pianist
- 1868: Walter Bloem, deutscher Schriftsteller
- 1868: Richard Riemerschmid, deutscher Architekt und Designer des Jugendstils
- 1870: Georges Dufrénoy, französischer Maler
- 1871: Margarete Hilferding, österreichische Ärztin und Individualpsychologin, Holocaustopfer
- 1872: Hermann Bergengruen, deutsch-baltischer Theologe und evangelischer Märtyrer
- 1872: Bernhard Sekles, deutscher Komponist und Musikpädagoge
- 1875: Othenio Abel, österreichischer Paläontologe und Evolutionsbiologe
- 1875: Reginald Punnett, britischer Genetiker
- 1876: Victor Klemperer von Klemenau, deutscher Bankier
- 1876: Ladislaus Tuszyński, österreichischer Illustrator, Karikaturist und Trickfilmzeichner
- 1876ː Lona von Zamboni, österreichische Bildhauerin
- 1877: Julius Kaliski, deutscher Sozialdemokrat, Schriftsteller und Politiker
- 1878: Georg Göhler, deutscher Komponist
- 1879: Jim Delahanty, US-amerikanischer Baseballspieler
- 1879: Vladko Maček, kroatischer Politiker
- 1879: William Dassonville, amerikanischer Fotograf
- 1880: Friedrich Karl Dühring, deutscher Kolonialoffizier
- 1880: Friedrich Gundolf, deutscher Literaturhistoriker
- 1883: Hermann Rützler, österreichischer Fotograf und Automobilrennfahrer
- 1884: Johannes Heinrich Schultz, deutscher Neurologe
- 1887: Bernhard Deermann, deutscher Politiker und Pädagoge
- 1887: Adolf Jutz, deutscher Maler und Zeichner
- 1887: Kurt Schwitters, deutscher Maler, Dichter, Werbegrafiker und Künstler
- 1889: John Stefanos Paraskevopoulos, griechisch-südafrikanischer Astronom
- 1890: Eugène Deloncle, französischer Politiker
- 1891: John A. Costello, irischer Politiker
- 1892: Marcellus Schiffer, deutscher Grafiker, Maler, Chansontexter und Librettist
- 1893: Wilhelm Zaisser, deutscher Politiker und Parteifunktionär, Minister in der DDR
- 1896: Vincent Korda, ungarischer Szenenbildner
- 1896: Wilfrid Pelletier, kanadischer Dirigent und Pianist
- 1897: George Eyston, britischer Ingenieur, Rekord- und Automobilrennfahrer
- 1897: Elisabeth Hauptmann, deutsche Schriftstellerin
- 1898: Kaspar Aßhoff, deutscher Verbandsfunktionär
- 1899: Anthon van der Horst, niederländischer Organist, Dirigent, Komponist und Musikpädagoge
- 1899: Jean Moulin, französischer Widerstandskämpfer und ein Anführer der Résistance, Opfer des Nationalsozialismus
- 1900: Hans Walter Aust, deutscher Journalist
- 1900: Boris Pash, US-amerikanischer Offizier, Leiter der Alsos-Mission im Zweiten Weltkrieg

### 20. Jahrhundert

#### 1901–1925

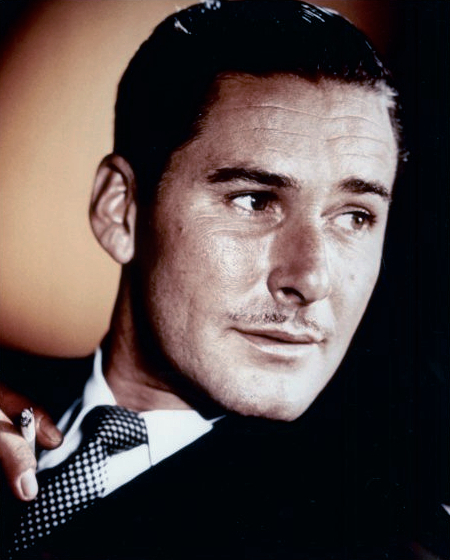
Errol Flynn (* 1909)

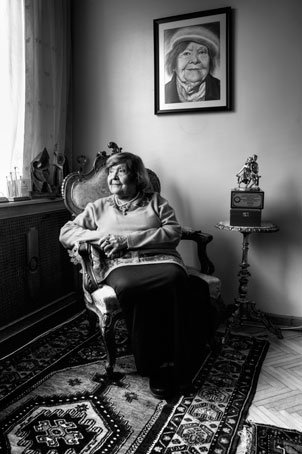
Muazzez İlmiye Çığ (* 1914)

- 1901: Willy Gebhardt, deutscher Redakteur und Politiker
- 1901: Ernest White, kanadischer Organist und Orgelbauer, Chorleiter und Musikpädagoge
- 1902: Juan Evaristo, argentinischer Fußballspieler
- 1903: Jean Cipollina, italienischer Ruderer
- 1904: Heinrich von Brentano, deutscher Politiker, MdL, MdB, MdEP, Bundesminister
- 1905: Lillian Hellman, US-amerikanische Schriftstellerin
- 1907: Eugen Andergassen, österreichischer Schriftsteller
- 1907: James Corbitt Morris, US-amerikanischer Songwriter und Musiker
- 1908: Erik Asklund, schwedischer Schriftsteller und Drehbuchautor
- 1909: Errol Flynn, US-amerikanischer Schauspieler
- 1910: Henken Widengren, schwedischer Unternehmer und Automobilrennfahrer
- 1911: Paul Pietsch, deutscher Automobilrennfahrer und Verleger
- 1913: Juan de Borbón y Battenberg, Infant von Spanien und Graf von Barcelona
- 1913: Laure Wyss, Schweizer Journalistin und Schriftstellerin
- 1914: Albrecht Brandi, deutscher U-Boot-Kommandant und Architekt
- 1914ː Muazzez İlmiye Çığ, türkische Sumerologin und Supercentenarian
- 1915: Paul Castellano, US-amerikanischer Mafiaboss
- 1915: Terence Young, britischer Regisseur
- 1916: Eugène Walaschek, Schweizer Fußballspieler
- 1917: Felice Filippini, Schweizer Schriftsteller und Maler
- 1917: Gerhard Meier, Schweizer Schriftsteller und Designer
- 1917: Helena Rasiowa, polnische Mathematikerin
- 1919: Dub Adams, US-amerikanischer Western-Swing-Musiker und Viehzüchter
- 1920: Man Mohan Adhikari, nepalesischer Politiker, Ministerpräsident
- 1920: Hans Gerschwiler, Schweizer Eiskunstläufer

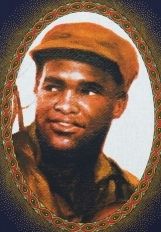
Eduoardo Mondlane (* 1920)

- 1920: Eduardo Mondlane, Präsident der Mosambikanischen Befreiungsfront (FRELIMO)
- 1921ː Matilde Rosa Araújo, portugiesische Schriftstellerin
- 1922: Hans Ulrich Graf, Schweizer Politiker und Verleger
- 1923: Peter Gay, US-amerikanischer Historiker und Psychoanalytiker
- 1923: Sepp Tezak, österreichischer Eisenbahnmaler, -historiker und -journalist
- 1923: Wolfgang Ullrich, deutscher Zoologe, Tierfilmer, Tierbuchautor und Direktor des Dresdner Zoos
- 1923: Bjørn Watt-Boolsen, dänischer Schauspieler, Theaterleiter und Regisseur
- 1924: Chet Atkins, US-amerikanischer Country-Musiker
- 1924: Rainer Barzel, deutscher Politiker, Bundesminister
- 1924: Fritz Koenig, deutscher Bildhauer
- 1925: Franco Castellano, italienischer Drehbuchautor und Regisseur
- 1925: Audie Murphy, höchstdekorierter US-Soldat im Zweiten Weltkrieg und Filmschauspieler

#### 1926–1950
- 1926: Hans-Dieter Lange, deutscher Fernsehjournalist
- 1926: Giovanni Viola, italienischer Fußballspieler

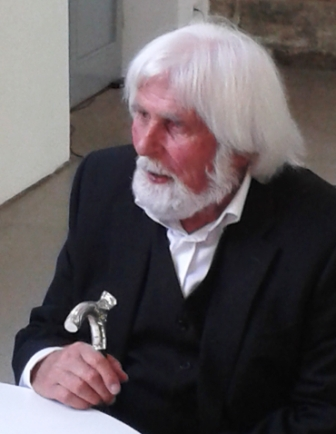
Karl-Heinz Adler (* 1927)

- 1927: Karl-Heinz Adler, deutscher Bildhauer und Konzeptkünstler
- 1927: Georg Arfmann, deutscher Bildhauer
- 1927: Friedrich Beck, deutscher Archivar und Historiker
- 1927: Pauline Newman, US-amerikanische Bundesrichterin
- 1927: Josef Posipal, deutscher Fußballspieler
- 1928: Eric Dolphy, US-amerikanischer Musiker
- 1928: Hu Hesheng, chinesische Mathematikerin
- 1928: Martin Landau, US-amerikanischer Schauspieler
- 1928: Jean-Marie Le Pen, französischer Politiker
- 1928: Miloš Vacek, tschechischer Komponist, Dirigent und Organist
- 1929: Ingrid Haebler, österreichische Pianistin
- 1929: Francis Santana, dominikanischer Sänger
- 1929: Alena Šrámková, tschechische Architektin und Hochschullehrerin
- 1929: Eugen von der Wiesche, deutscher Politiker, MdB
- 1930: Magdalena Abakanowicz, polnische Textilkünstlerin
- 1930: Chuck Daly, US-amerikanischer Basketballtrainer
- 1930: João da Paula, portugiesischer Ruderer
- 1931: Jean-Pierre Bonny, Schweizer Politiker

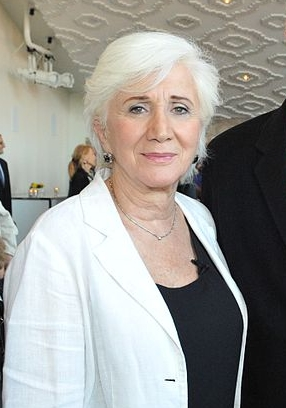
Olympia Dukakis (* 1931)

- 1931: Olympia Dukakis, US-amerikanische Schauspielerin
- 1931: William Joseph Foley, australischer Erzbischof
- 1931ː Urszula Kozioł, polnische Dichterin, Feuilletonistin und Theaterschaffende
- 1931: Arne Nordheim, norwegischer Komponist
- 1932: Erhard Denninger, deutscher Staatsrechtler, Professor und Dekan in Frankfurt a. M., Richter und Publizist
- 1932: Mzilikazi Khumalo, südafrikanischer Komponist und Chorleiter
- 1932: Robert Iwanowitsch Roschdestwenski, russischer Schriftsteller
- 1933: Danny Aiello, US-amerikanischer Schauspieler
- 1933: Brett Halsey, US-amerikanischer Schauspieler
- 1933: Lorenz Niegel, deutscher Politiker, MdB
- 1934: Theodore M. Andersson, US-amerikanischer Mediävist
- 1934: Kid Thomas, US-amerikanischer Blues- und Rock-’n’-Roll-Musiker
- 1934: Cornel Țăranu, rumänischer Komponist

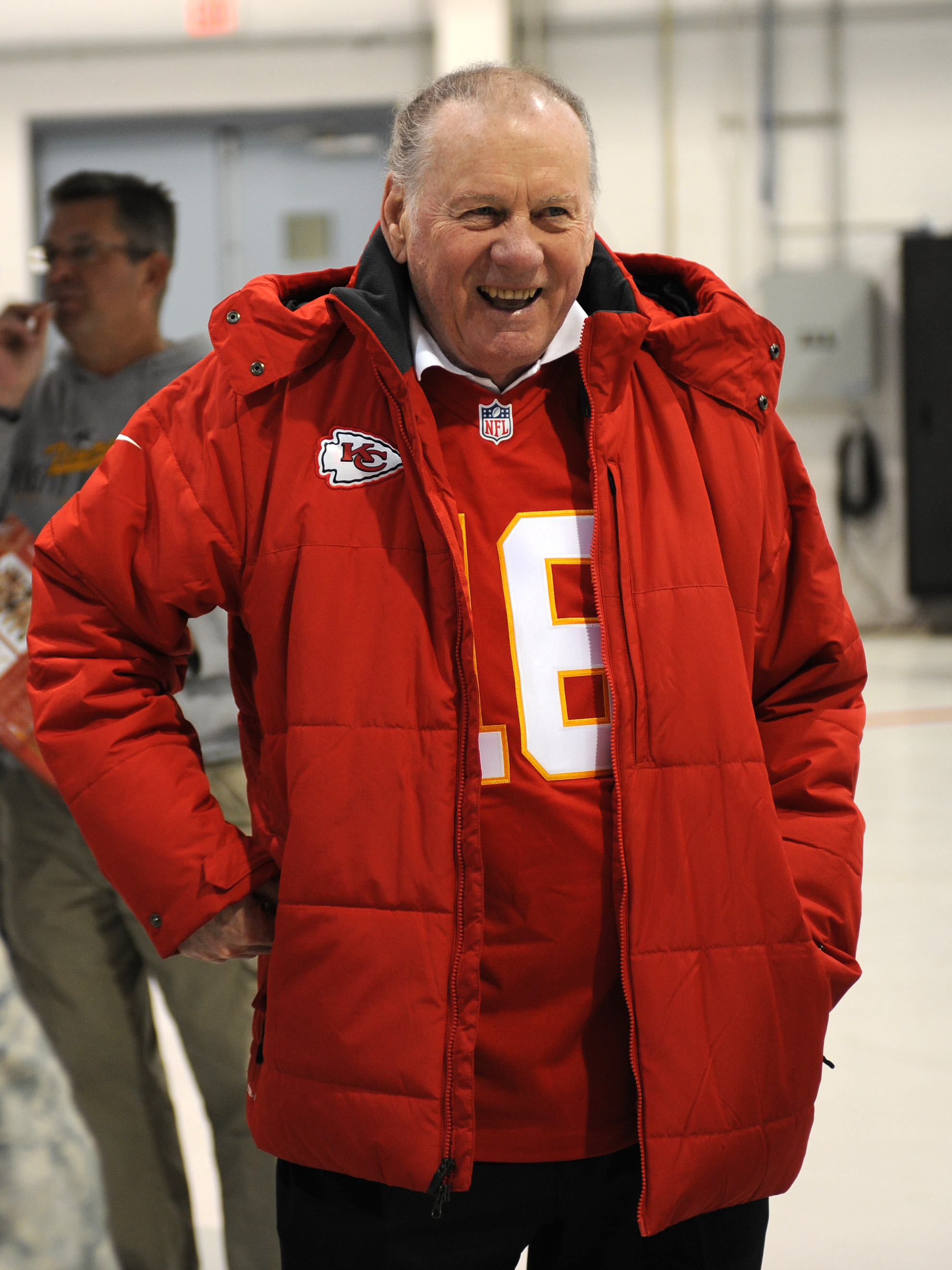
Len Dawson (* 1935)

- 1935: Len Dawson, US-amerikanischer American-Football-Spieler
- 1935: Hans Karl, Schweizer Schachspieler
- 1935: Armando Picchi, italienischer Fußballspieler und -trainer
- 1936: Billy Guy, US-amerikanischer Sänger
- 1937: Piero Heliczer, italienisch-US-amerikanischer Underground-Filmemacher
- 1937: Jerry Keller, US-amerikanischer Sänger und Songschreiber
- 1938: Leeman Bennett, US-amerikanischer American-Football-Trainer
- 1938: Mickie Most, englischer Produzent, Schallplattenlabel-Inhaber und Musikverleger
- 1939: Sepp Auer, österreichischer Hochschullehrer, Bildhauer und Installationskünstler
- 1939: Konrad Spindler, deutscher Prähistoriker, Erforscher der Ötzi-Mumie
- 1939: Thilo Ulbert, deutscher Christlicher Archäologe
- 1940: Kozō Andō, japanischer Kendōka
- 1940: Eugen Drewermann, deutscher katholischer Theologe, Psychotherapeut und Schriftsteller
- 1940: Marcel Duriez, französischer Leichtathlet
- 1940: John Mahoney, US-amerikanischer Schauspieler
- 1941: Stephen Frears, britischer Filmregisseur
- 1941: Dieter Mann, deutscher Theater- und Filmschauspieler
- 1941: Ulf Merbold, deutscher Physiker und Astronaut
- 1942: Santiago Agrelo Martínez, Erzbischof von Tanger
- 1942: Otto Garhofer, deutscher Fußballspieler

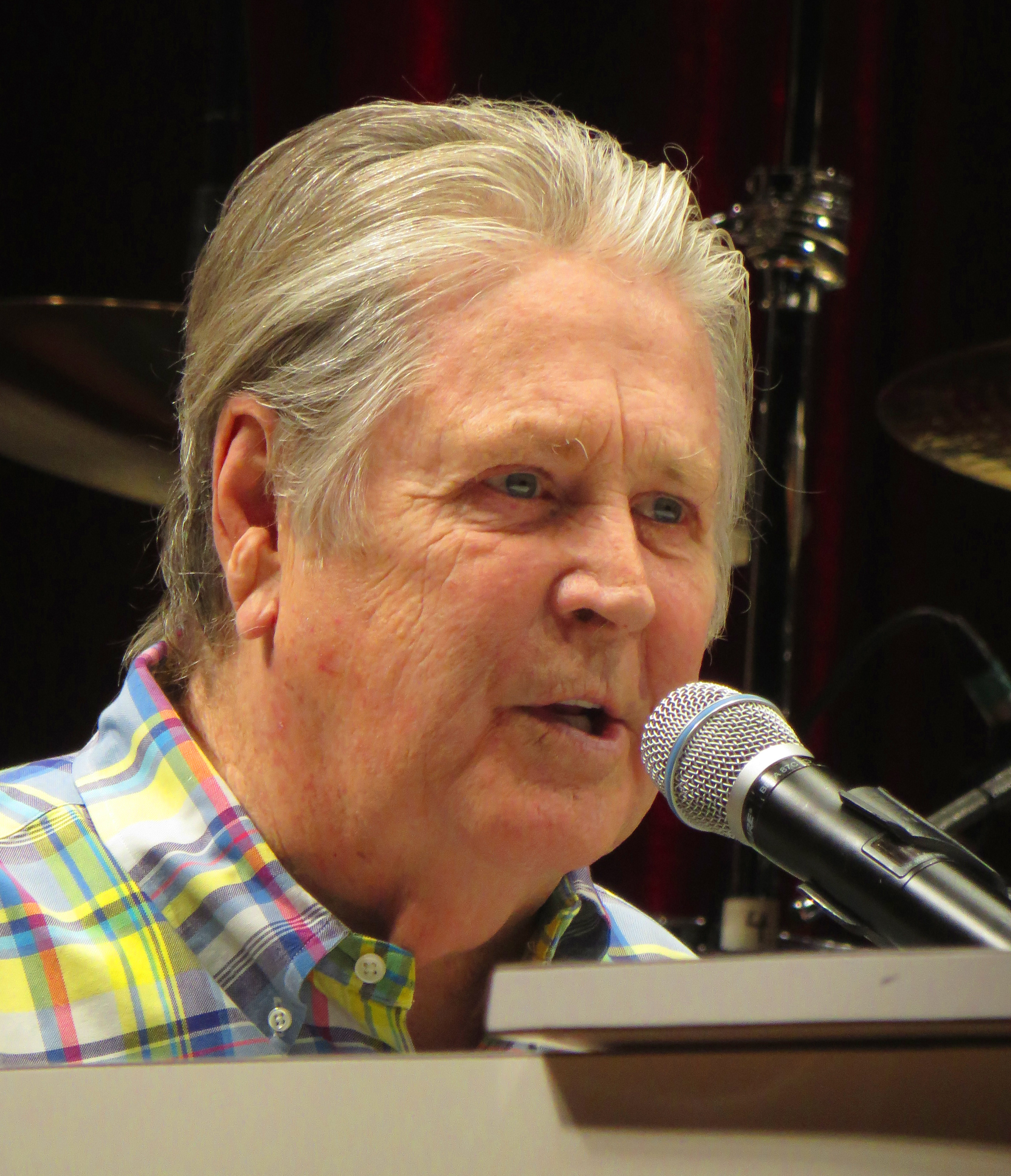
Brian Wilson (* 1942)

- 1942: Brian Wilson, US-amerikanischer Musiker (The Beach Boys)
- 1943: Ursula Bühler Hedinger, Schweizer Flugpionierin
- 1944: Edmund Czihak, deutscher Motorradrennfahrer
- 1944ː Suzanne Osten, schwedische Regisseurin
- 1944: Ilse Ritter, deutsche Schauspielerin
- 1945: Claude Bessy, französischer Autor, Sänger und Musikvideoproduzent
- 1945: Jean-Claude Izzo, französischer Schriftsteller
- 1945: Anne Murray, kanadische Country- und Pop-Sängerin
- 1945: Wolfgang Neumann, deutsch-österreichischer Opernsänger (Tenor)
- 1945: Shekhar Mehta, kenianischer Rallyefahrer
- 1946: Joseph Absi, syrischer Geistlicher, Patriarch von Antiochien und Oberhaupt der Melkitischen Griechisch-Katholischen Kirche
- 1946: Tony Aitken, britischer Schauspieler
- 1946: Ahmed Benbitour, algerischer Politiker, Premierminister
- 1946: Xanana Gusmão, osttimoresischer Politiker, Premierminister, Staatspräsident
- 1947: Josef Clemens, deutscher Kurienbischof, Sekretär des Päpstlichen Laienrates
- 1947: Michael Kindo, indischer Hockeyspieler
- 1948: Anne-Marie Barat, französische Organistin

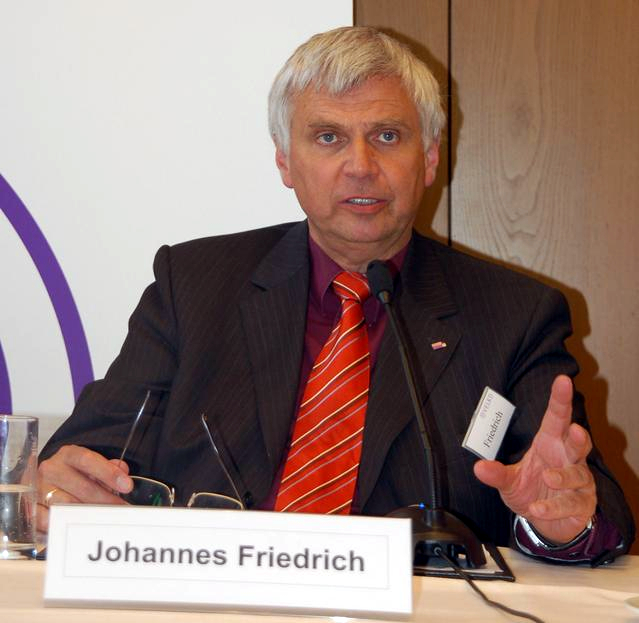
Johannes Friedrich (* 1948)

- 1948: Johannes Friedrich, deutscher Landesbischof
- 1948: Ludwig Scotty, nauruischer Staatspräsident
- 1949: Till Bastian, deutscher Mediziner, Publizist und Autor
- 1949: Lionel Richie, US-amerikanischer Sänger
- 1949: Evelyn Schmidt, deutsche Regisseurin
- 1950: Georg Erber, deutscher Wirtschaftswissenschaftler und Ökonometriker
- 1950: Gudrun Landgrebe, deutsche Schauspielerin

#### 1951–1975
- 1951: João Semedo, portugiesischer Politiker
- 1952: Valerio Evangelisti, italienischer Schriftsteller

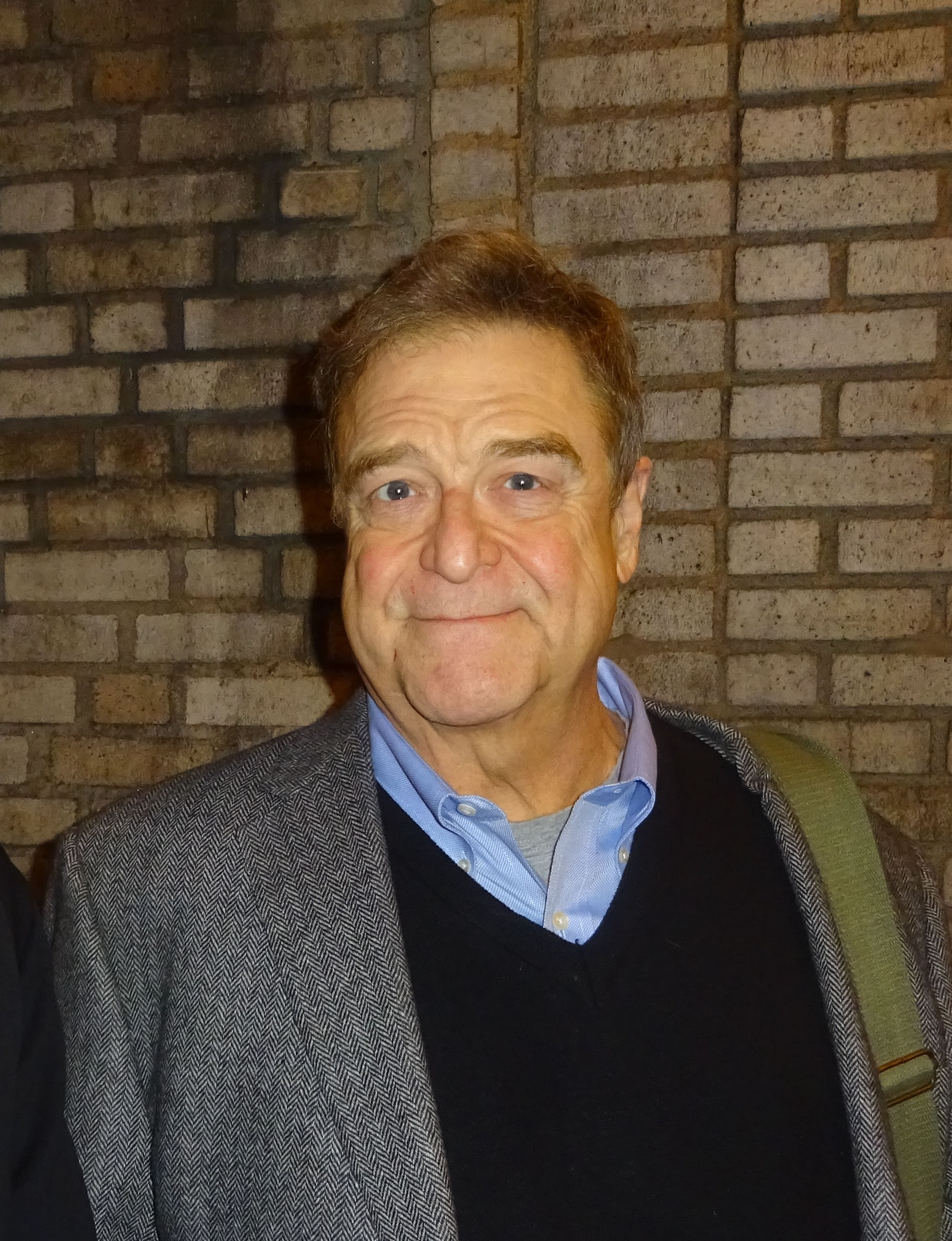
John Goodman (* 1952)

- 1952: John Goodman, US-amerikanischer Komiker und Schauspieler
- 1952: Mabel Rivera, spanische Schauspielerin
- 1952: Vikram Seth, indischer Schriftsteller
- 1953: Ulrich Mühe, deutscher Film- und Theater-Schauspieler
- 1953: Doris Otto-Franke, deutsche Schauspielerin
- 1954: Alexander Frei, Schweizer Unternehmer und Automobilrennfahrer
- 1954: Walter Gabathuler, Schweizer Springreiter
- 1954: Michael Anthony Sobolewski, US-amerikanischer Musiker
- 1956: Anton Amann, österreichischer Chemiker
- 1956: Hermann Josef Hack, deutscher Maler und Aktionskünstler
- 1956: Sven Quandt, deutscher Unternehmer und Motorsportler
- 1958: Kelly Johnson, britische Musikerin
- 1958: Draupadi Murmu, indische Politikerin, Staatspräsidentin Indiens
- 1959: Thomas Krüger, deutscher Bürgerrechtler und Politiker
- 1960: Iris Nieland, deutsche Politikerin
- 1960: John Taylor, britischer Musiker
- 1961: Belkis Concepción, dominikanische Sängerin
- 1961: Karin Enke, deutsche Eisschnellläuferin
- 1962: Kirk Baptiste, US-amerikanischer Leichtathlet
- 1963: Jeff Beal, US-amerikanischer Komponist und Jazzmusiker
- 1963: José Basualdo, argentinischer Fußballspieler
- 1963: Uwe Steimle, deutscher Kabarettist und Schauspieler
- 1964: Pierfrancesco Chili, italienischer Motorradrennfahrer
- 1964: Markus Ewald, deutscher Kommunalpolitiker
- 1964: Michael Landon Jr., US-amerikanischer Regisseur, Drehbuchautor und Produzent
- 1964: Stefan Marquard, deutscher Koch
- 1964: Silke Möller, deutsche Leichtathletin
- 1964: Olaf Reichmann, deutscher Synchronsprecher und -regisseur
- 1964: Dirk Schoedon, deutscher Schauspieler
- 1964: Barbara Ullmann, deutsche Schauspielerin, Sängerin und Bloggerin, Sprach- und Persönlichkeits-Coach
- 1965: Benoît Brière, kanadischer Schauspieler
- 1965ː Friederike Groß, deutsche Malerin, Karikaturistin und Hochschullehrerin
- 1966: Waldemar Fibigr, tschechoslowakischer Kanute

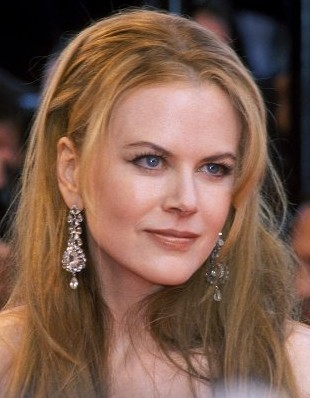
Nicole Kidman (* 1967)

- 1967: Nicole Kidman, australische Schauspielerin, Oscarpreisträgerin
- 1967: Nele Neuhaus, deutsche Kriminalschriftstellerin
- 1967: Christian Schmitt-Engelstadt, deutscher Organist
- 1968: Iurie Bașcatov, moldauischer Schwimmer
- 1968: Tonya Kinzinger, US-amerikanische Schauspielerin
- 1968: Robert Rodriguez, US-amerikanischer Regisseur
- 1969: Erkan Aki, Schweizer Tenor
- 1969: Alexander Schallenberg, österreichischer Jurist, Diplomat und Politiker, Bundesminister, Bundeskanzler
- 1969: MaliVai Washington, US-amerikanischer Tennisspieler
- 1970: Jason Robert Brown, US-amerikanischer Musical-Komponist und -Autor
- 1970: Andrea Nahles, deutsche Politikerin, MdB, Bundesministerin, Parteivorsitzende der SPD
- 1971: Jeordie White, US-amerikanischer Bassist

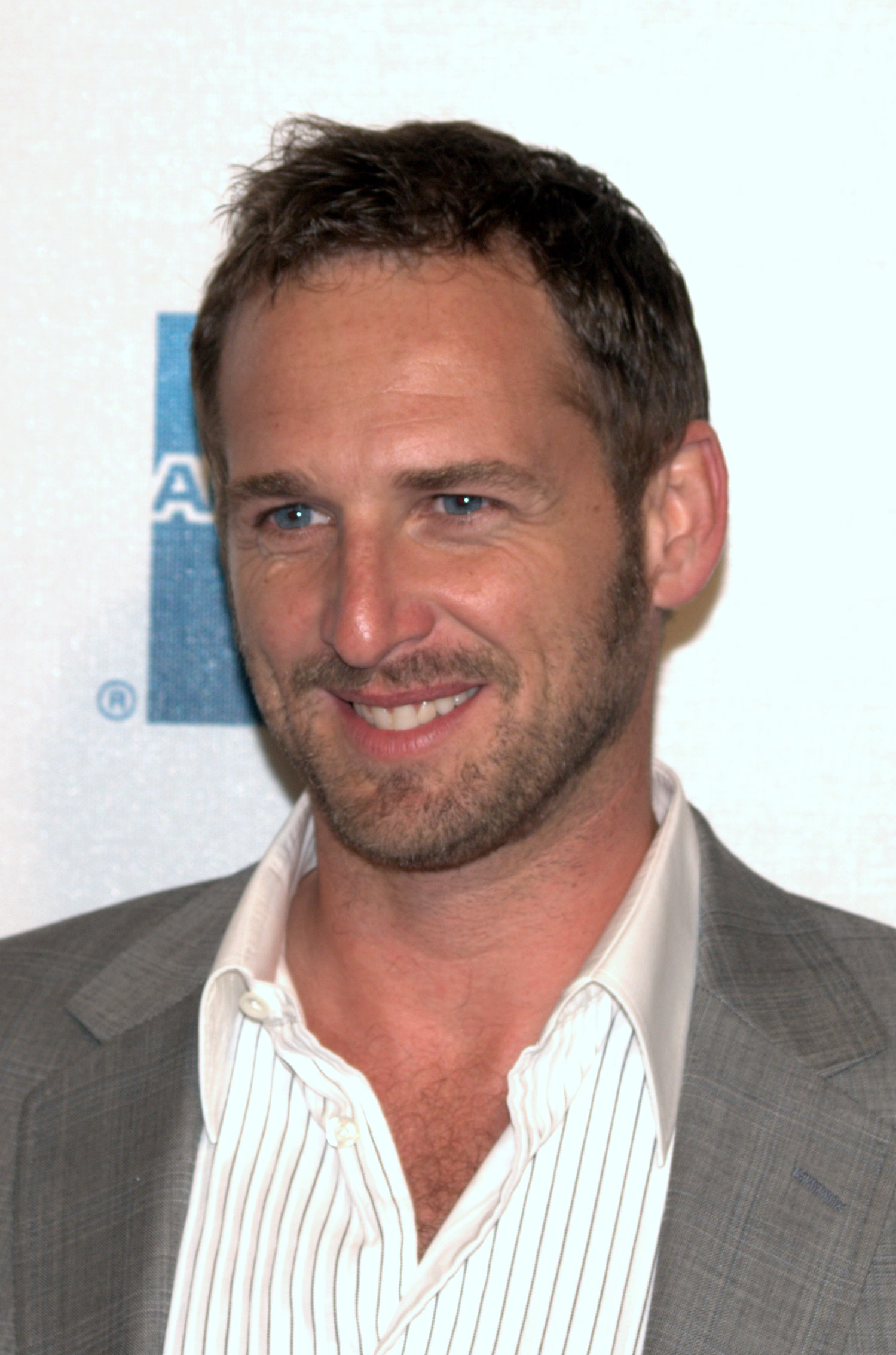
Josh Lucas (* 1971)

- 1971: Josh Lucas, US-amerikanischer Schauspieler
- 1973: Axel Hardt, deutscher Brigadegeneral des Heeres der Bundeswehr
- 1973: Osman Per, türkischer Fußballspieler
- 1973: Silke Andrea Schuemmer, deutsche Schriftstellerin, Kunsthistorikerin und freie Journalistin
- 1973: Tom Wlaschiha, deutscher Schauspieler
- 1974: Attila Czene, ungarischer Schwimmer
- 1974: Lorenzo Squizzi, italienischer Fußballspieler
- 1975: Florian Ast, Schweizer Musiker
- 1975: Daniel Zítka, tschechischer Fußballspieler

#### 1976–2000
- 1976: Juliano Belletti, brasilianischer Fußballspieler
- 1978: Judith Affeld, deutsche Fußballspielerin

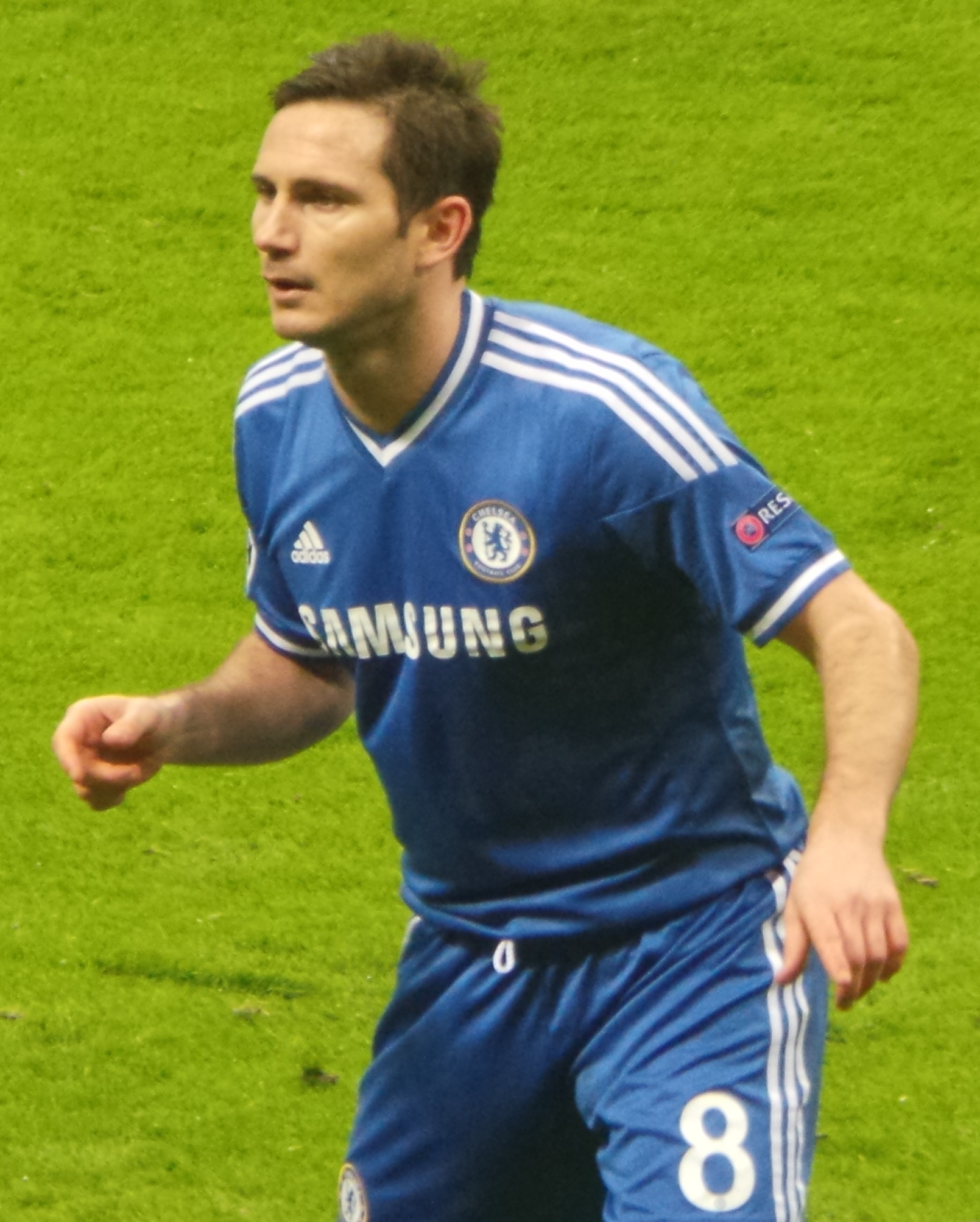
Frank Lampard (* 1978)

- 1978: Frank Lampard, englischer Fußballspieler
- 1979: Charlotte Hatherley, britische Rocksängerin und Gitarristin
- 1979: Lúcio, brasilianischer Fußballspieler
- 1980: Nina Aigner, österreichische Fußballspielerin
- 1980: Franco Semioli, italienischer Fußballspieler
- 1980: Vignir Svavarsson, isländischer Handballspieler
- 1980: Fabian Wegmann, deutscher Radrennfahrer
- 1981: Danny Masseling, niederländischer Gabba-DJ
- 1981: Brede Hangeland, norwegischer Fußballspieler
- 1982: Wassili Wladimirowitsch Beresuzki, russischer Fußballspieler
- 1982: Alexei Wladimirowitsch Beresuzki, russischer Fußballspieler
- 1982: Example, britischer Rapper und Musiker
- 1982: George Forsyth, peruanischer Fußballspieler
- 1983: Deonise Cavaleiro, brasilianische Handballspielerin
- 1984: Dennis Malura, deutscher Fußballspieler
- 1984: Jorge Ortiz, argentinischer Fußballspieler
- 1984: Jarrod Smith, neuseeländischer Fußballspieler

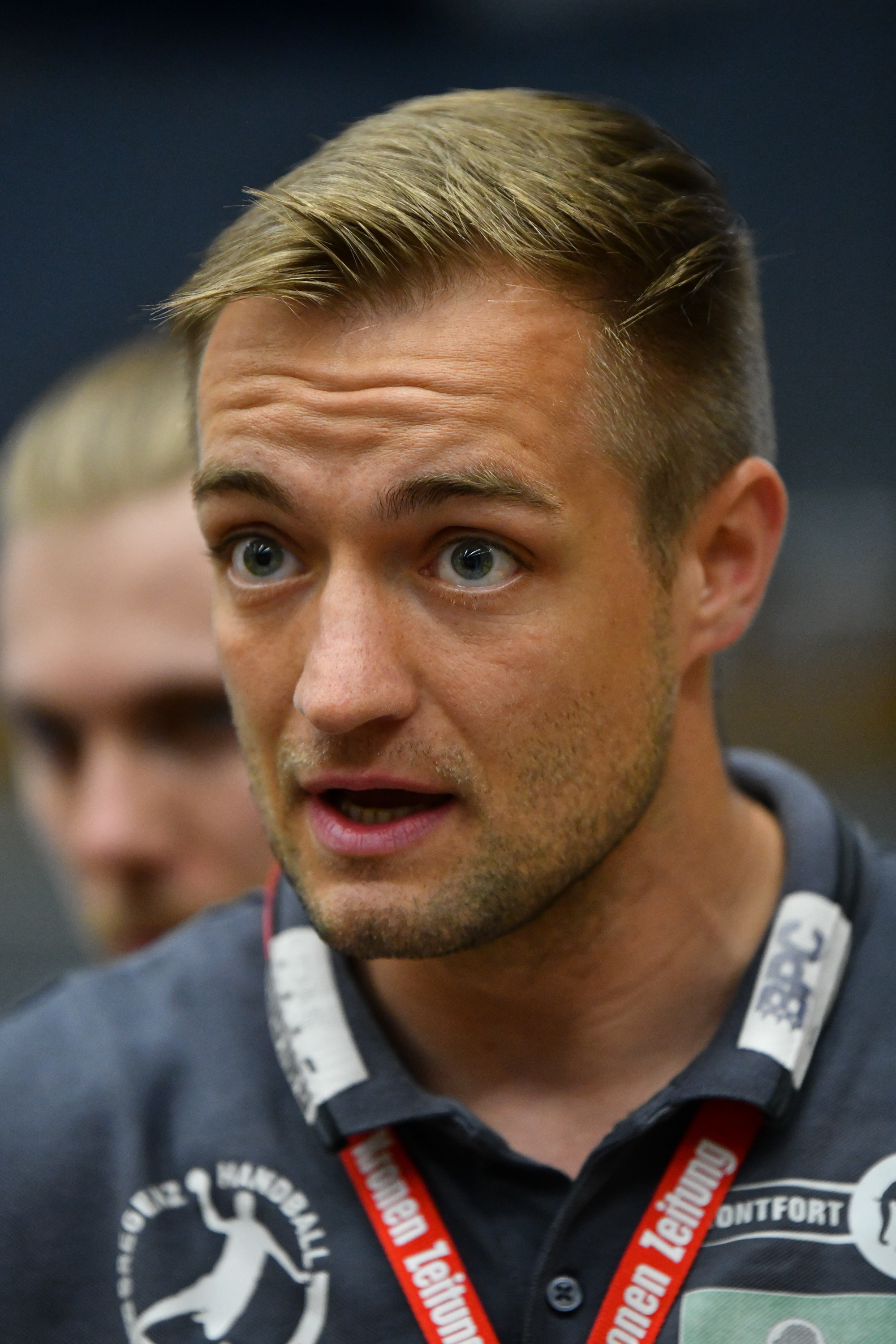
Jörg Lützelberger (* 1985)

- 1985: Jörg Lützelberger, deutscher Handballspieler und -trainer
- 1985: Darko Miličić, serbischer Basketballspieler
- 1985: Halil Savran, deutsch-türkischer Fußballspieler
- 1985: Sahr Senesie, deutscher Fußballspieler
- 1985: Katharina Schulze, deutsche Politikerin
- 1986: Luca Cigarini, italienischer Fußballspieler
- 1986: Jan Kästner, deutscher Handballspieler
- 1987: Carsten Ball, australischer Tennisspieler
- 1987: Itumeleng Khune, südafrikanischer Fußballspieler
- 1987: Alexei Koroljow, kasachischer Skispringer

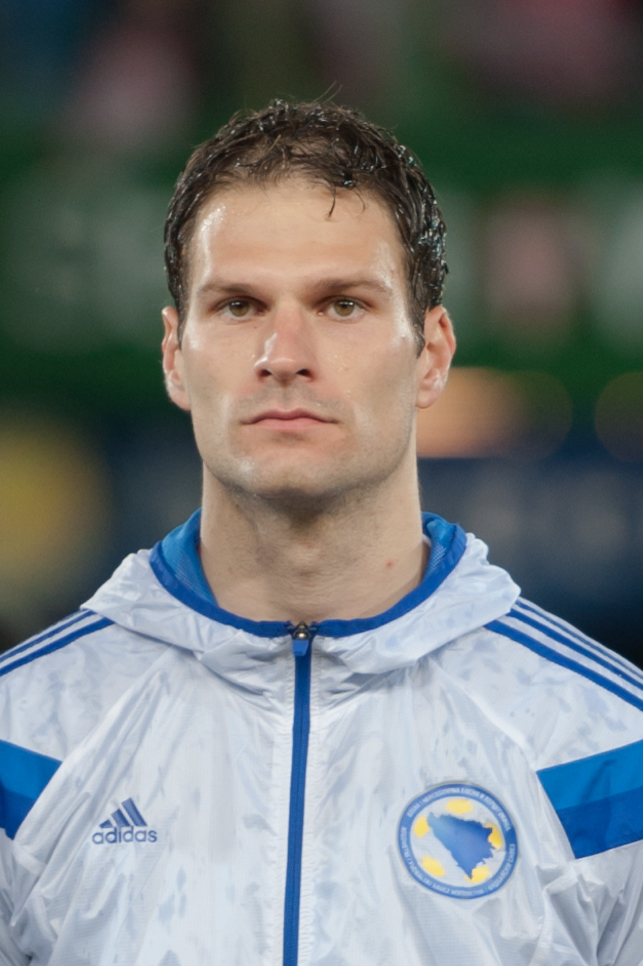
Asmir Begović (* 1987)

- 1987: Asmir Begović, bosnisch-kanadischer Fußballspieler
- 1989: Christopher Mintz-Plasse, US-amerikanischer Schauspieler
- 1989: Javier Pastore, argentinischer Fußballspieler
- 1989: Gino Windmüller, deutscher Fußballspieler
- 1990: Jeannine Gmelin, Schweizer Ruderin
- 1990: Haris Handžić, bosnisch-herzegowinischer Fußballspieler
- 1990: Fab Melo, brasilianischer Basketballspieler
- 1991: Rasmus Lauge Schmidt, dänischer Handballspieler
- 1991: Alexandre Liess, Schweizer Schwimmer
- 1992: Alberto Cerqui, italienischer Automobilrennfahrer
- 1992: Michael Vitzthum, deutscher Fußballspieler
- 1993: Johannes Brinkies, deutscher Fußballspieler
- 1993: Sead Kolašinac, deutsch-bosnischer Fußballspieler
- 1995: Franck Bonnamour, französischer Radrennfahrer
- 1996: Sigtryggur Daði Rúnarsson, isländischer Handballspieler
- 1997: Jost Arens, deutscher Skateboardfahrer
- 1997: Sverre Dahlen Aspenes, norwegischer Biathlet
- 2000: Nontapat Naksawat, thailändischer Fußballspieler

### 21. Jahrhundert

#### 2001–2025
- 2002: Ava Sunshine, US-amerikanische Skirennläuferin
- 2003: Hans Moke Niemann, US-amerikanischer Schachgroßmeister
- 2004: Kurumi Ichinohe, japanische Skispringerin

## Gestorben

### Vor dem 18. Jahrhundert
- 0840: Ludwig der Fromme, König des Fränkischen Reiches
- 0930: Hucbald, flandrischer Mönch und Musiktheoretiker
- 0941: Rumhold, Bischof von Münster

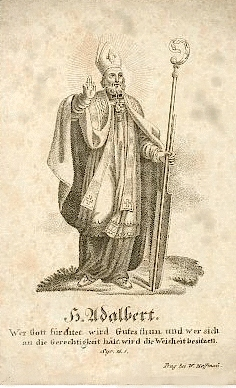
Adalbert von Magdeburg († 981)

- 0981: Adalbert, Erzbischof von Magdeburg, Heiliger und Geschichtsschreiber
- 1088: Meinhard von Bamberg, Domscholaster von Bamberg und Bischof von Würzburg
- 1098: Wilhelm I., Graf von Nevers
- 1119: Henry de Beaumont, 1. Earl of Warwick, normannischer Adeliger
- 1137: John, Bischof von Rochester
- 1172: Wilhelm III., Graf von Ponthieu
- 1345: Simon Montagu, Bischof von Worcester und Bischof von Ely
- 1351: Margareta Ebner, deutsche Mystikerin
- 1373: Raymond de Canillac, französischer Anwalt, Bischof und Kardinal
- 1430: Johann Vasmer, Bürgermeister von Bremen
- 1489: Georg Golser, Bischof von Brixen
- 1533: Konrad Sam, deutscher reformierter Theologe und Reformator
- 1539: Philipp III., Graf von Waldeck-Eisenberg
- 1558: Piero Strozzi, italienischer Condottiere
- 1563: Konrad Braun, katholischer Theologe
- 1569: Johann Lonitzer, deutscher Altphilologe, Humanist und evangelischer Theologe
- 1570: Friedrich Bernbeck, deutscher Bürgermeister und Gestalter der Reformation in Kitzingen
- 1595: Magnus Gustavsson Wasa, schwedischer Prinz und Herzog von Östergötland
- 1596: Johann Ludwig I., Graf von Nassau-Wiesbaden-Idstein

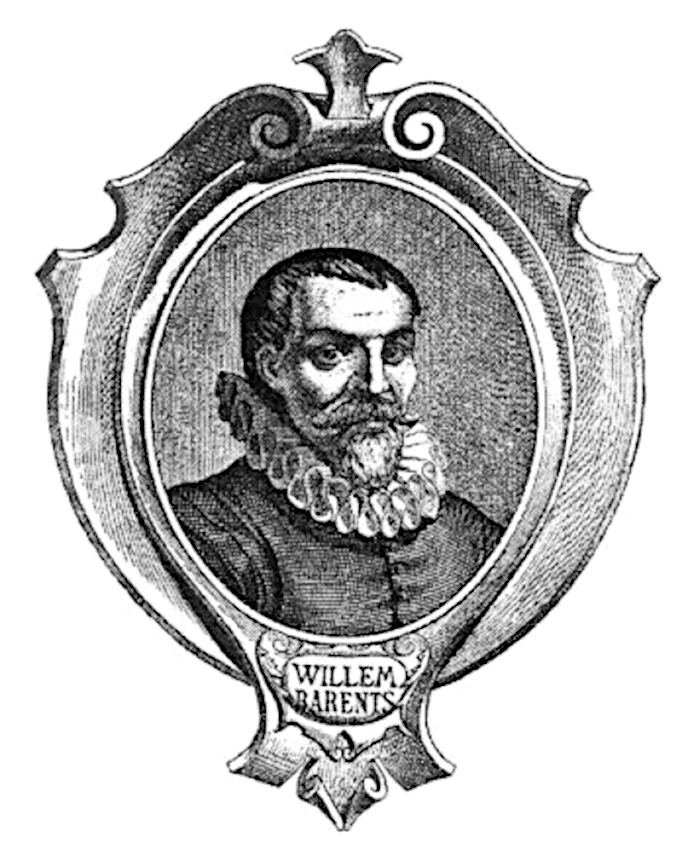
Willem Barents († 1597)

- 1597: Willem Barents, niederländischer Seefahrer und Entdecker
- 1600: Joachim von Brandenburg, Markgraf von Brandenburg
- 1605: Fjodor II., Zar von Russland
- 1634: Nicolas Ager, französischer Botaniker
- 1636: Martin Aichinger, protestantischer Prädikant, Mystiker und Bauernkriegsführer
- 1638: Ippolita Trivulzio, Fürstin von Monaco
- 1649: Maria Tesselschade Visscher, niederländische Dichterin und Kupferstecherin
- 1668: Heinrich Roth, deutscher Jesuit, Missionar und Indologe
- 1684: Thomas Armstrong, englischer Offizier

### 18. Jahrhundert
- 1701: Joachim Rosenow, deutscher Mathematiker
- 1705: Michiel van Musscher, niederländischer Maler und Alter Meister

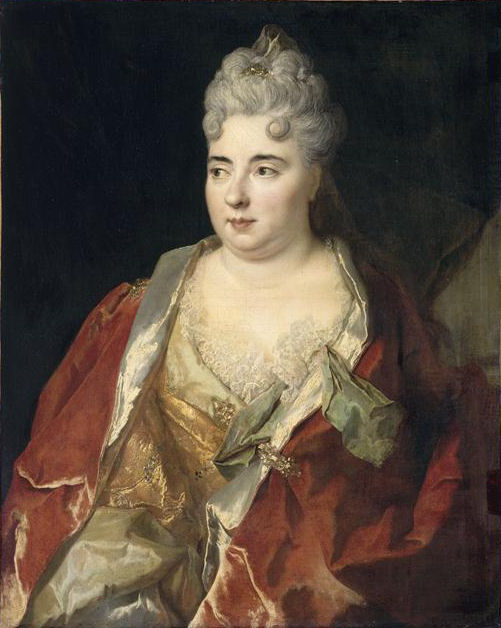
Maria Anna Mancini († 1714)

- 1714: Maria Anna Mancini, Herzogin von Bouillon
- 1717: Anna Leszczyńska, polnische Prinzessin
- 1722: Christoph Dientzenhofer, deutscher Baumeister
- 1726: Johann Arnold Barckhausen, deutscher Rechtswissenschaftler
- 1730: Gabriel Grupello, flämischer Bildhauer
- 1730: Laurentius Kremper, deutscher Priester und Abt
- 1731: Ned Ward, englischer Satiriker, Autor und Schankwirt
- 1734: Michael Friedrich von Althann, Bischof von Waitzen sowie Vizekönig des Königreichs Neapel und Sizilien
- 1736: Philipp Joseph Jenisch, deutscher Architekt und Baumeister
- 1743: Saif ibn Sultan II., Imam von Oman
- 1744: Johann Ignaz Egedacher, süddeutscher Orgelbauer
- 1747: Nadir Schah, Schah von Persien und Begründer der Dynastie der Afschariden
- 1751: Johann Baptist Ferolski, Kurmainzer Architekt und Festungsbaumeister
- 1759: Moritz Adolf Karl von Sachsen-Zeitz-Neustadt, Bischof von Leitmeritz und Domherr in Köln
- 1766: Gustav Bogislav von Münchow, königlich-preußischer General und Berater Friedrichs II.
- 1773: Georg Christian Füchsel, deutscher Geologe
- 1776: Benjamin Huntsman, englischer Uhrmacher und Erfinder
- 1780: Johann Gottlob Böhme, deutscher Historiker
- 1787: Carl Friedrich Abel, deutscher Komponist des Barock
- 1791: Adam Struensee, deutscher evangelischer Theologe und Generalsuperintendent von Schleswig-Holstein
- 1800: Abraham Gotthelf Kästner, deutscher Mathematiker

### 19. Jahrhundert

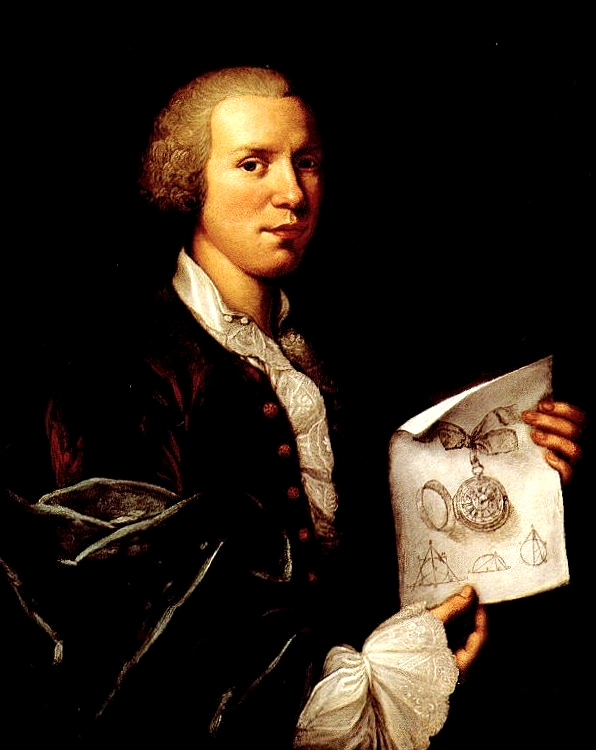
Ferdinand Berthoud († 1807)

- 1807: Ferdinand Berthoud, Schweizer Uhrmacher
- 1808: Franciszek Ksawery Dmochowski, polnischer Schriftsteller und Übersetzer
- 1810: Hans Axel von Fersen, schwedischer Staatsmann und Favorit der Königin Marie Antoinette
- 1815: Guillaume Philibert Duhesme, französischer General und Pair von Frankreich
- 1817: Marie-Gabriel-Florent-Auguste de Choiseul-Gouffier, französischer Diplomat und Althistoriker
- 1818: Hedwig von Schleswig-Holstein-Gottorf, Königin von Schweden und Norwegen
- 1820: Manuel Belgrano, argentinischer Anwalt, Politiker und General
- 1822: Eugen Friedrich Heinrich von Württemberg, württembergischer Prinz
- 1823: Joseph Haslet, US-amerikanischer Politiker
- 1826: Miguel José de Azanza, spanischer Offizier, Kolonialverwalter und Vizekönig von Neuspanien
- 1827: Karl Philipp Conz, deutscher Dichter und Schriftsteller
- 1836: Emmanuel Joseph Sieyès, französischer Politiker
- 1837: Giovanni Furno, italienischer Komponist

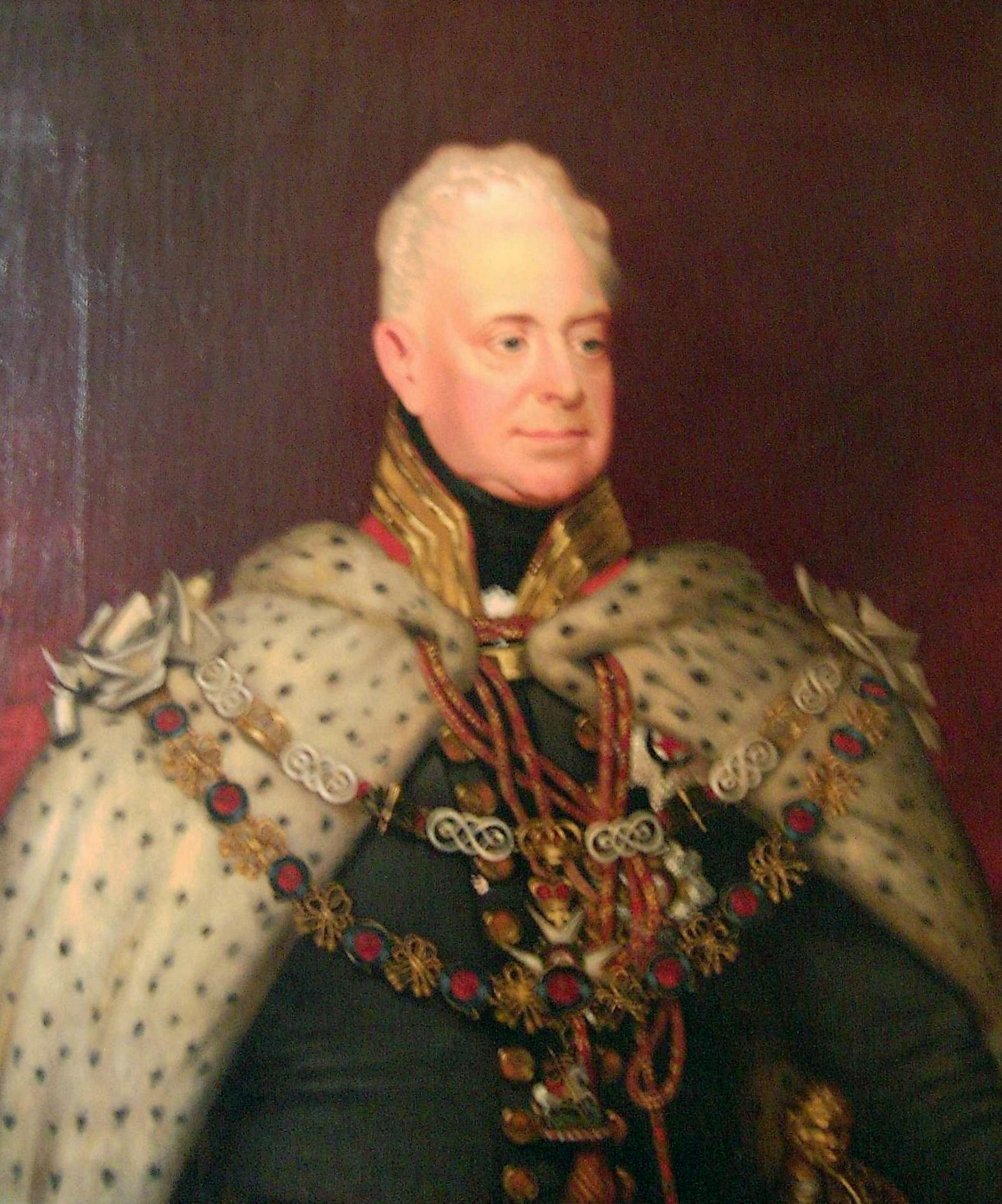
Wilhelm IV. († 1837)

- 1837: Wilhelm IV., König des Vereinigten Königreichs von Großbritannien und Irland sowie König von Hannover
- 1839: Amalie Tischbein, deutsche Zeichnerin, Miniaturmalerin und Radiererin
- 1840: Pierre-Claude Daunou, französischer Politiker, Archivar und Historiker
- 1842: Antal Deák, ungarischer Politiker
- 1847: Gottlieb Heise, deutscher Orgelbauer
- 1848: Heinrich Weiss, Schweizer Politiker
- 1854: Karoline von Hessen-Homburg, Regentin des Fürstentums Schwarzburg-Rudolstadt
- 1856: Florestan I., Fürst von Monaco
- 1856: Hanzo Njepila, sorbischer Volksschriftsteller
- 1857: Jakob Ruepp, Schweizer Jurist, Politiker und Hauserzieher
- 1861: Ferdinand von Augustin, österreichischer Feldmarschallleutnant und Reiseschriftsteller
- 1870: Jules de Goncourt, französischer Schriftsteller
- 1872: Élie-Frédéric Forey, französischer General und Marschall von Frankreich
- 1874: Carl Heinrich Edmund von Berg, deutscher Forstmann und Lehrer
- 1875: Peter Karlowitsch von Uslar, russischer Ingenieur, Sprachforscher und Offizier
- 1876: Johann Ludwig Anderwert, Schweizer Politiker

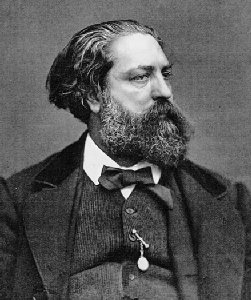
Gustave Aimard († 1883)

- 1883: Gustave Aimard, französischer Schriftsteller
- 1888: Johannes Hermann Zukertort, polnischer Schachspieler
- 1889ː Nadeschda Dmitrijewna Chwoschtschinskaja, russische Schriftstellerin und Übersetzerin
- 1891: Ferdinand Eckbrecht von Dürckheim-Montmartin, französischer Jurist
- 1896: Alcibiade Béique, kanadischer Organist und Musikpädagoge
- 1898: Jacob Audorf, Funktionär des Allgemeinen Deutschen Arbeiterbildungsvereins (ADAV)
- 1900: Johan Wolter Arnberg, schwedischer Nationalökonom und Bankdirektor

### 20. Jahrhundert

#### 1901–1950
- 1901: Alexander Forrest, australischer Entdecker und Forschungsreisender
- 1906: James Mason Crafts, US-amerikanischer Chemiker
- 1909: Johannes Strebel, deutscher Orgelbauer
- 1911: Rudolf Krzyzanowski, österreichischer Dirigent und Komponist
- 1911: Ole Andreas Øverland, norwegischer Historiker
- 1913: Sydenham Elnathan Ancona, US-amerikanischer Politiker
- 1913: Kurt Johannes, deutscher Offizier
- 1914: Hans Hauswirth, österreichischer Offizier der k.u.k. Armee und Pionier der österreichischen Luftfahrt
- 1915: Emil Rathenau, deutscher Unternehmer, Gründer der AEG
- 1918: Sape Talma, niederländischer Mediziner
- 1920: Robert Friedberg, deutscher Nationalökonom und Politiker
- 1921: Karl Aderhold, deutscher Politiker
- 1922: Wilhelm Hallwachs, deutscher Physiker
- 1922: Aeba Kōson, japanischer Schriftsteller und Theaterkritiker
- 1925: Marius Mestivier, französischer Automobilrennfahrer
- 1932: Carl Schilling, deutscher Pädagoge, Mathematiker und Nautiker
- 1933: Richard Aßmann, deutscher Betriebsratsvorsitzender und Politiker

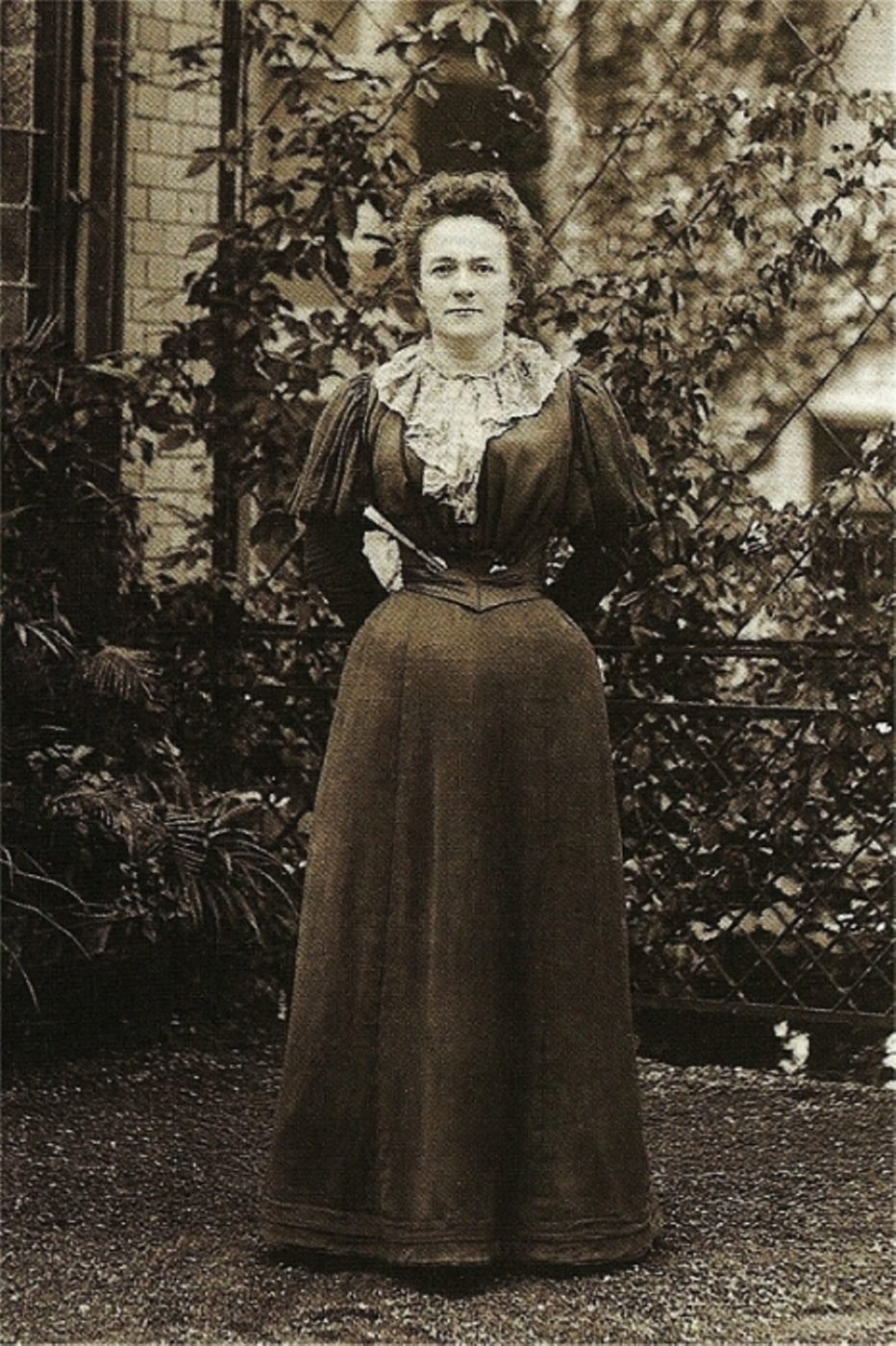
Clara Zetkin († 1933)

- 1933: Clara Zetkin, deutsche Politikerin und Frauenrechtlerin
- 1937: Andreu Nin, spanischer Revolutionär aus Katalonien
- 1938: Josef Brandl, deutscher Orgelbauer
- 1938: Liselotte Herrmann, deutsche Widerstandskämpferin
- 1940: Jehan Alain, französischer Organist und Komponist
- 1940: Mathias Zdarsky, österreichischer Skipionier
- 1944: Jean Zay, französischer Politiker und Minister
- 1945: Bruno Frank, deutscher Schriftsteller
- 1945: Stanislav Novák, tschechischer Geiger
- 1946: Gobulo Wanrong, letzte Kaiserin von China, Kaiserin von Mandschuko
- 1947: Howard Mason Gore, US-amerikanischer Politiker
- 1947: Bugsy Siegel, US-amerikanischer Gangster
- 1948: George Frederick Boyle, australischer Komponist

#### 1951–2000

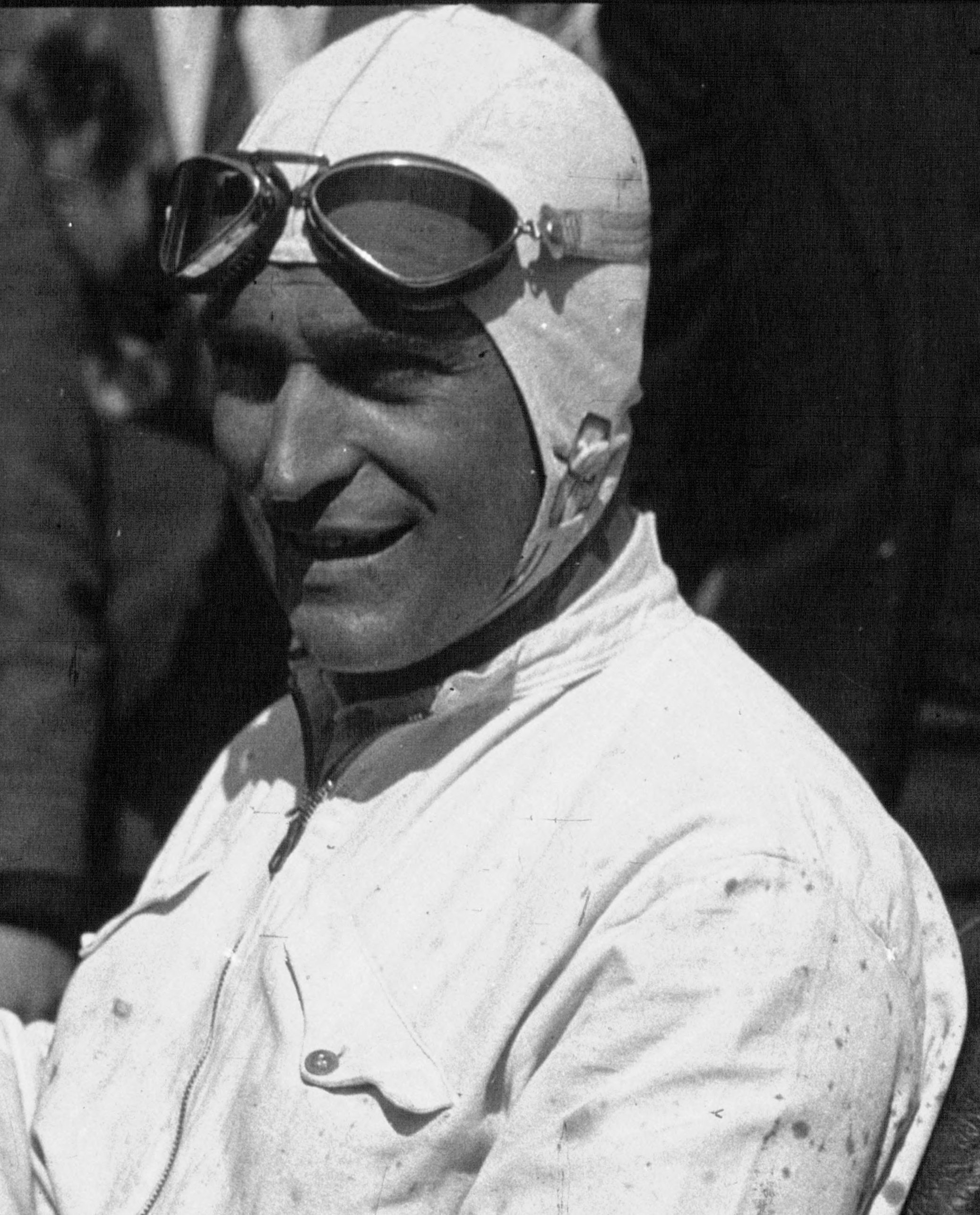
Luigi Fagioli († 1952)

- 1952: Luigi Fagioli, italienischer Rennfahrer
- 1955: Janina Korolewicz-Waydowa, polnische Opernsängerin und Musikpädagogin
- 1956: August Hinrichs, deutscher Schriftsteller
- 1958: Kurt Alder, deutscher Chemiker
- 1959: Ashida Hitoshi, japanischer Politiker und Premierminister
- 1963: Pio Ortelli, Schweizer Pädagoge und Schriftsteller
- 1966: Georges Lemaître, belgischer Priester und Physiker, Begründer der Urknall-Theorie
- 1966: Wilhelm Busch, deutscher Pfarrer, Evangelist und Schriftsteller
- 1967: Willi Ahrem, deutscher Soldat
- 1968: Paul Heidemann, deutscher Schauspieler, Filmregisseur und Filmproduzent
- 1969: Rudolf Schwarzkogler, österreichischer Fotograf und Künstler
- 1970: Franz Königshofer, österreichisch-schweizerischer Dirigent, Komponist und Musikwissenschaftler
- 1970: Max Spielmann, deutschsprachiger Architekt
- 1974: Ulrich Buchholz, deutscher General
- 1974: Horace Lindrum, australischer Snooker- und Billardspieler
- 1975: Maurice Baumer, britischer Automobilrennfahrer
- 1975: Karel Gleenewinkel Kamperdijk, niederländischer Fußballspieler
- 1975: Daniel Ayala Pérez, mexikanischer Komponist
- 1976: Karl Ausch, österreichischer Nationalökonom, Journalist und Funktionär
- 1977: Ella Briggs, österreichische Architektin und Malerin
- 1977: Jules Moriceau, französischer Automobilrennfahrer
- 1980: Allan Pettersson, schwedischer Komponist und Bratschist
- 1981: Anita Blum-Paulmichl, deutsche Bildhauerin und Medailleurin
- 1981: Paul Joseph Z’dun, deutscher „komischer Radfahrer“
- 1982: René Gabriëls, belgischer Karambolageweltmeister und Billartischhersteller
- 1983: Oskar Farny, deutscher Manager und Politiker, MdR, MdL und Landesminister, MdB
- 1983: Ana María González, mexikanische Sängerin
- 1984: Hans Studer, Schweizer Komponist, Chorleiter und Organist
- 1986: Juan Pablo Miranda, kubanischer Flötist und Komponist
- 1986: Béla Szepes, ungarischer Leichtathlet und Skisportler
- 1989: Otto Kässbohrer, deutscher Unternehmer und Fahrzeugkonstrukteur
- 1991: Little Willie Anderson, US-amerikanischer Bluesmusiker
- 1991: Carlos Argentino, argentinischer Sänger
- 1992: Nikolai Sidelnikow, russischer Komponist
- 1993: Hans Sachs, deutscher Jurist und TV-Bekanntheit (Was bin ich?)
- 1993: György Sárosi, ungarischer Fußballspieler und -trainer
- 1994: John Robert Armbruster, US-amerikanischer Komponist, Dirigent und Arrangeur
- 1994: Jay Miner, Chipdesigner, Entwickler des Computers Amiga

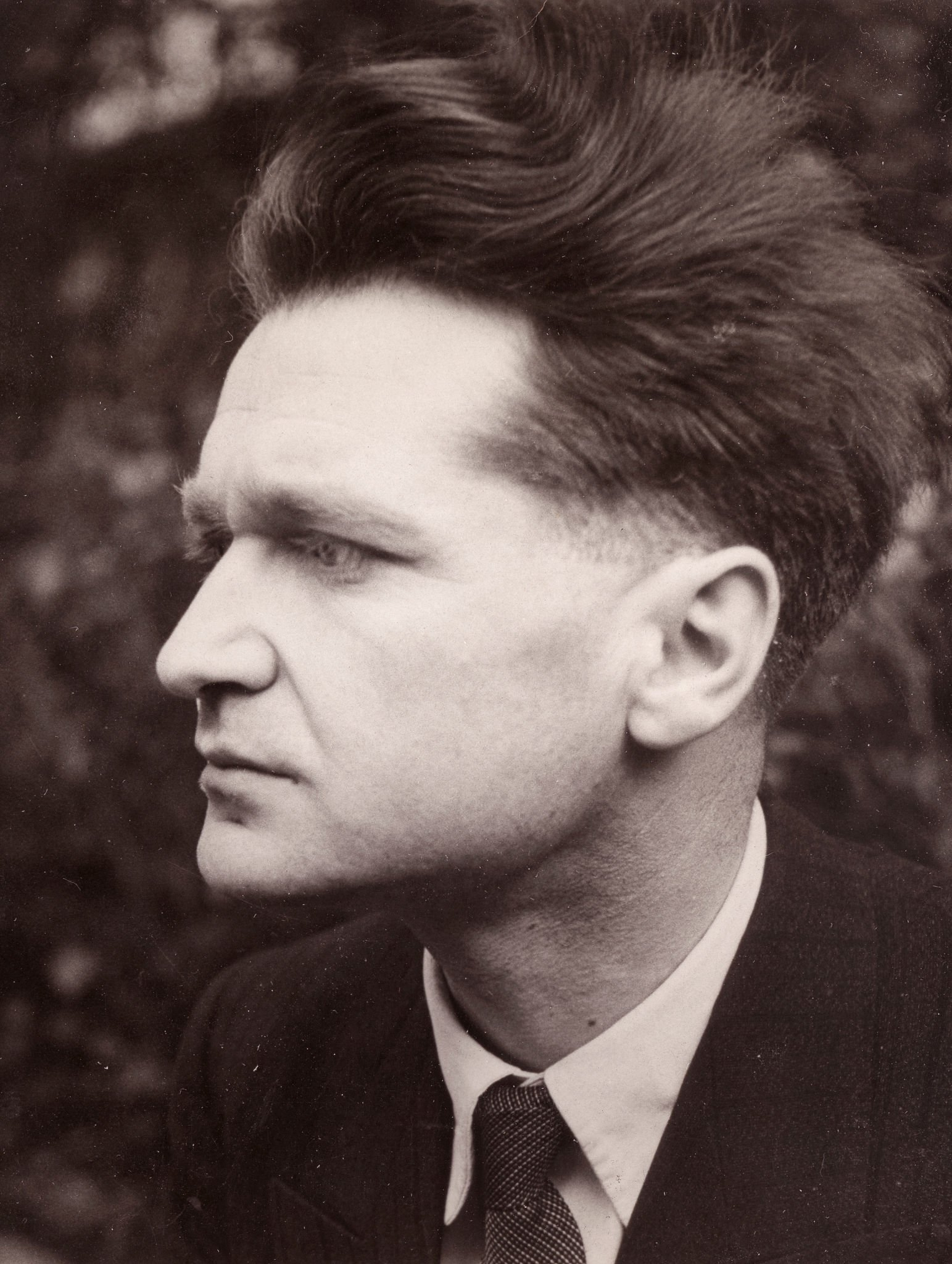
Emil Cioran († 1995)

- 1995: Emil Cioran, rumänisch-französischer Philosoph
- 1996: Karl Ackermann, deutscher Journalist und Verleger
- 1996: Herbert Gerigk, deutscher Musikwissenschaftler und Nationalsozialist (Lexikon der Juden in der Musik)
- 1997: John Akii-Bua, Leichtathlet aus Uganda
- 1998: Ernst Brugger, Schweizer Politiker
- 1998: Bobby Gimby, kanadischer Bandleader, Trompeter und Songwriter
- 2000: Max Danz, deutscher Arzt, Vorsitzender des Leichtathletikverbandes
- 2000: Karl Mickel, deutscher Lyriker, Dramatiker und Essayist
- 2000: Manfred Strahl, deutscher Journalist, Redakteur und Schriftsteller

### 21. Jahrhundert
- 2002: Erwin Chargaff, US-amerikanischer Biochemiker und Schriftsteller
- 2002: Martinus Osendarp, niederländischer Leichtathlet
- 2003: Johannes Duft, Schweizer Stiftsbibliothekar
- 2004: Hanns Cibulka, deutscher Schriftsteller und Lyriker
- 2005: Larry Collins, US-amerikanischer Schriftsteller

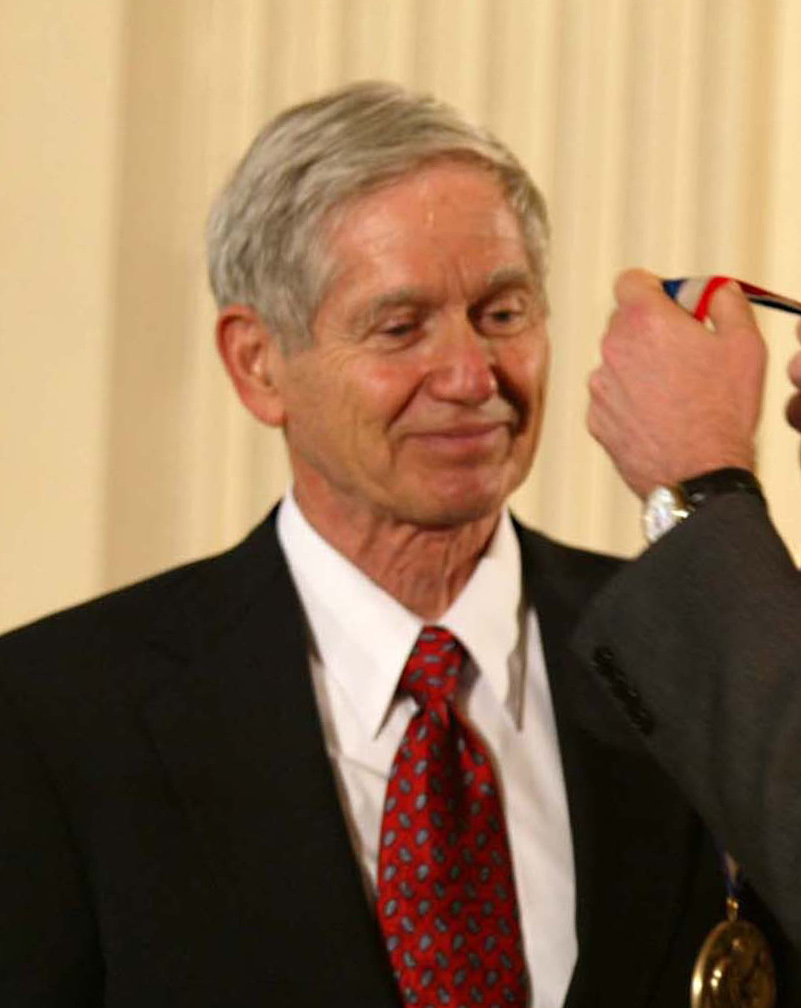
Charles David Keeling († 2005)

- 2005: Charles David Keeling, US-amerikanischer Klimaforscher
- 2005: Jack Kilby, US-amerikanischer Ingenieur, Entwickler des ersten integrierten Schaltkreises
- 2009: Godfrey Rampling, britischer Leichtathlet, Olympiasieger
- 2010: Helmut Straßburger, deutscher Regisseur, Schauspieler und Theaterleiter
- 2011: Ryan Dunn, US-amerikanischer Schauspieler und Stuntman (Jackass)
- 2011: Jerome Rosen, US-amerikanischer Komponist
- 2012: Judy Agnew, US-amerikanische Vizepräsidenten-Gattin
- 2012: Alistair Vane-Tempest-Stewart, 9. Marquess of Londonderry, britischer Peer
- 2013: Franz Xaver Eder, deutscher Bischof
- 2013: Per Ung, norwegischer Bildhauer
- 2014: María Luisa Landín, mexikanische Sängerin
- 2014: Jaroslav Walter, tschechoslowakischer bzw. tschechischer Eishockeyspieler und -trainer
- 2015: Angelo Niculescu, rumänischer Fußballspieler und -trainer
- 2015: Gerhard A. Ritter, deutscher Historiker
- 2015: Miriam Schapiro, US-amerikanische Künstlerin
- 2015ː Ingeborg Spengelin, deutsche Architektin

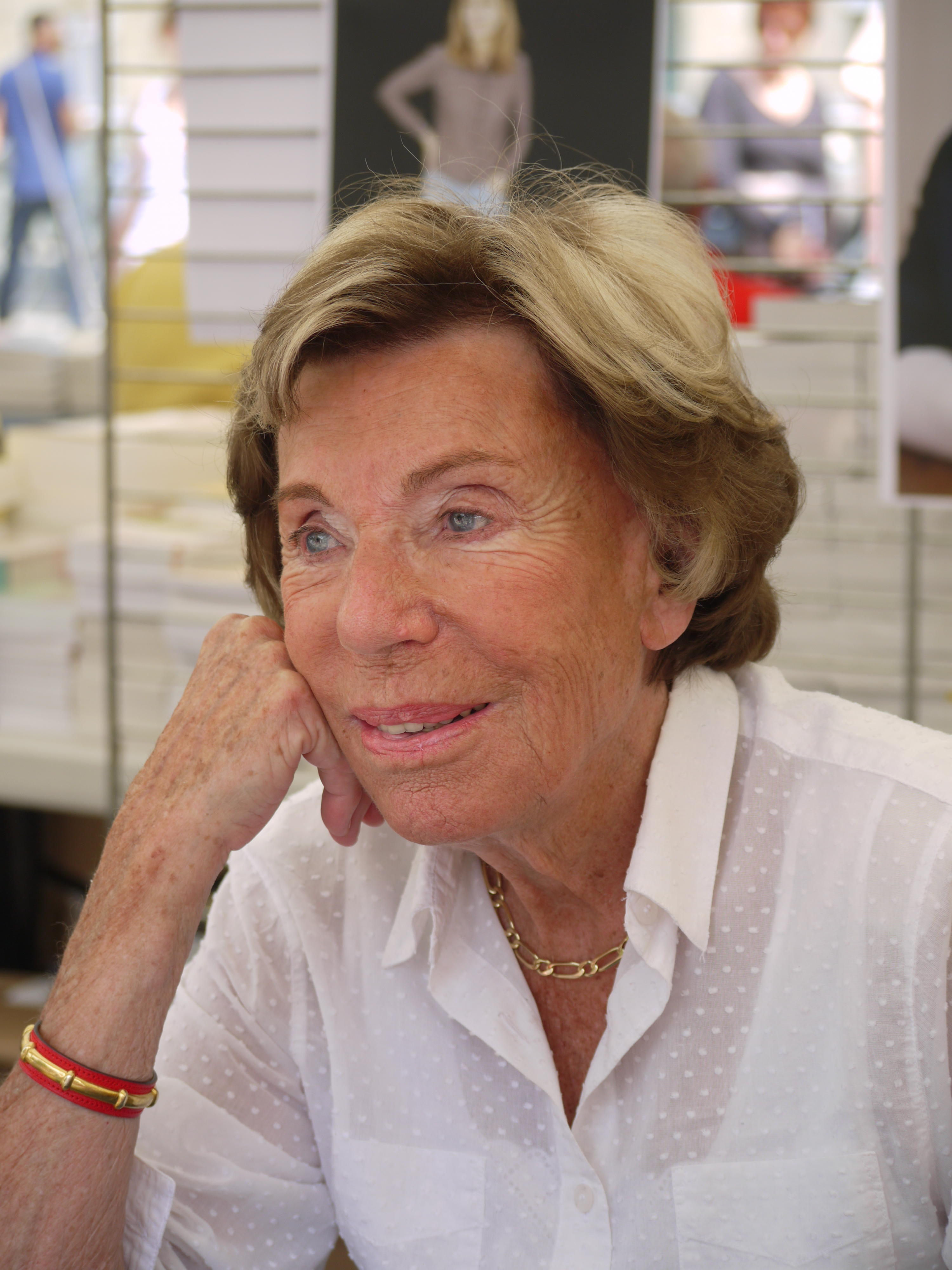
Benoîte Groult († 2016)

- 2016: Benoîte Groult, französische Schriftstellerin und Journalistin
- 2016: Gertrud Koch, deutsche Widerstandskämpferin
- 2017: Herbert Hriberschek Ágústsson, isländischer Komponist und Musiker
- 2017ː Christel Sembach-Krone, deutsche Zirkusdirektorin
- 2017: Prodigy, US-amerikanischer Rapper
- 2018: Siegfried Jenkner, deutscher Politikwissenschaftler
- 2018: Heinrich Rodeck, deutscher Kinderarzt
- 2019: Wibke Bruhns, deutsche Journalistin und Autorin
- 2019: Peter Matić, österreichischer Schauspieler und Synchronsprecher
- 2021ː Anita Bach, deutsche Architektin, erste Architektur-Professorin der DDR
- 2021: Herbert Schnoor, deutscher Jurist, Verwaltungsbeamter und Politiker, MdA, Landesminister
- 2022: Regimantas Adomaitis, litauischer Schauspieler
- 2022: Thomas O’Riordan, irischer Leichtathlet
- 2023: Wjatscheslaw Nagowizyn, russischer Komponist
- 2023: Doris Stockhausen, deutsche Musikpädagogin
- 2023: Max Klauser, deutscher Fußballschiedsrichter
- 2024: Gerhard Aigner, deutscher Fußballfunktionär und UEFA-Generalsekretär
- 2024: Donald Sutherland, kanadischer Theater- und Filmschauspieler
- 2025: Edwin Bhend, Schweizer Schachspieler
- 2025: Sébastien Groulx, kanadischer Gewichtheber
- 2025: Pauli Nevala, finnischer Speerwerfer
- 2025ː Marita Camacho Quirós, ehemalige First Lady Costa Ricas und Supercentenarian
- 2025ː Gertrud Leutenegger, Schweizer Schriftstellerin
- 2025ː Maria Voce, italienische Juristin und Präsidentin der Focolare-Bewegung

## Feier- und Gedenktage
- Kirchliche Gedenktage
  - Johann Georg Hamann, deutscher Theologe (evangelisch)
  - Hl. Adalbert von Magdeburg, deutscher Historiker, Missionar und Bischof (katholisch)

- Namenstage
  - Adalbert

- Staatliche Feier- und Gedenktage
  - Argentinien: Tag der Nationalflagge
  - Deutschland: Gedenktag für die Opfer von Flucht und Vertreibung (ab 2015)

- Gedenktage internationaler Organisationen
  - Weltflüchtlingstag (UNO) (seit 2001)

Weitere Einträge enthält die Liste von Gedenk- und Aktionstagen.